# Glockenblumen
Die Glockenblumen (Campanula) sind die größte Pflanzengattung in der Familie der Glockenblumengewächse (Campanulaceae).

## Beschreibung

### Vegetative Merkmale
Glockenblumen-Arten sind meist ausdauernde krautige Pflanzen, nur wenige Arten sind ein- oder zweijährig. In der großen Gattung gibt es sowohl polsterbildende als auch bodendeckende Arten.
Die Laubblätter der meisten Glockenblumen-Arten weisen am Blattrand kleine weiße Drüsen auf. Nebenblätter fehlen.

### Generative Merkmale
Die Blüten stehen meist in traubigen oder zymösen Blütenständen.

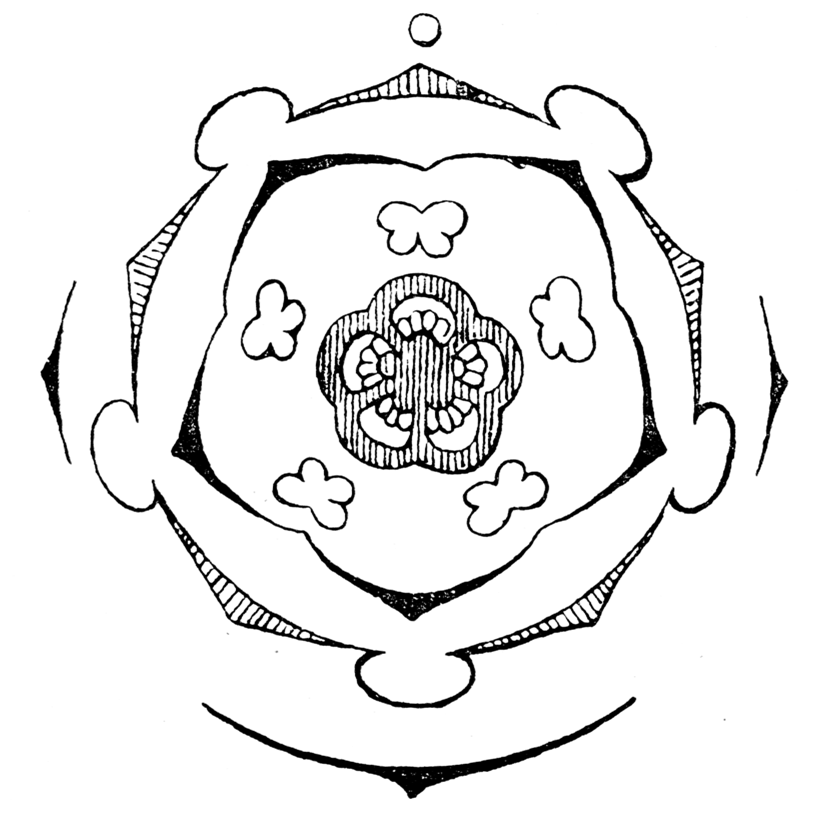
Blütendiagramm von Campanula medium

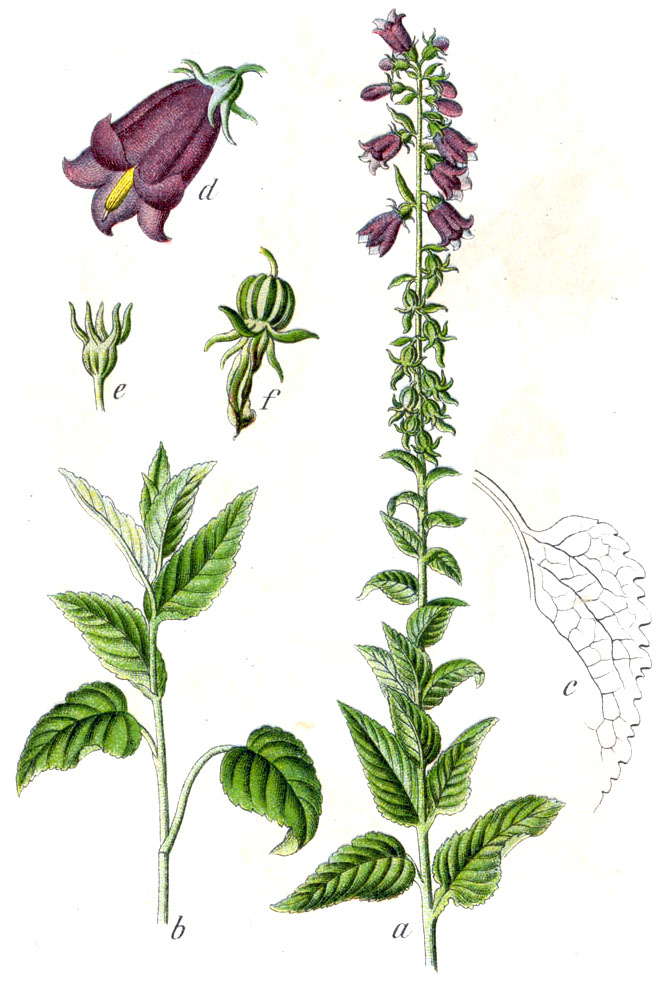
Illustration der Filz-Glockenblume (Campanula bononiensis) von Jacob Sturm

Die zwittrigen Blüten sind radiärsymmetrisch und fünfzählig mit doppelter Blütenhülle. Die fünf Kelchblätter sind an ihrer Basis verwachsen. Die fünf Kronblätter sind röhrig oder glockenförmig, zu den typischen „Glocken“, verwachsen, meist sind die Spitzen frei, diese werden traditionsgemäß als „Kronzipfel“ bezeichnet. Die vorherrschenden Farben der Blütenkronblätter sind verschiedene Blautöne, lila oder weiß, seltener blühen sie hellgelb. Bei allen Arten kommen gelegentlich Individuen mit weißer (statt blauer) Krone vor. Es ist nur ein Kreis mit fünf fertilen Staubblättern vorhanden. Drei bis fünf Fruchtblätter sind zu einem unterständigen Fruchtknoten verwachsen.
Es werden Porenkapseln ausgebildet, eine auf nur wenige Gattungen beschränkte Unterform der Kapselfrüchte. Die vielen Samen werden durch Löcher ausgestreut.

## Ökologie
Glockenblumen-Arten sind meist protandrisch. Zuerst wird der Pollen an den Griffelhaaren abgelagert, danach verwelken die Staubbeutel und die Insekten können den Pollen vom Griffel absammeln.
Glockenblumen-Arten sind Wind- und Tierstreuer (Semachorie, einer speziellen Ausbreitungsstrategie von Pflanzen).
Es gibt Wildbienenarten, die auf Glockenblumen spezialisiert sind. In Europa vorkommende Arten sind z. B.: (Große) Glockenblumen-Scherenbiene (Chelostoma rapunculi), Kleine Glockenblumen-Scherenbiene (Chelostoma campanularum), Glockenblumen-Schmalbiene (Lasioglossum costulatum) und Glockenblumen-Sägehornbiene (Melitta haemorrhoidalis).

## Standortbedingungen
Glockenblumen-Arten besiedeln verschiedenste Standorte. In Europa kommen sie auf Wiesen, an Waldrändern, Wegrändern oder an Felsstandorten vor. Auch im Hochgebirge in Höhenlagen oberhalb von 2000 Metern sind zahlreiche Glockenblumen-Arten zu finden.

## Systematik und Verbreitung
Der Gattungsname Campanula wurde 1753 durch Carl von Linné in Species Plantarum erstveröffentlicht. Der botanische Gattungsname Campanula bedeutet Glocke, Glöckchen und ist auf die Blütenform bezogen. Als Lectotypusart wurde 1913 Campanula latifolia L. festgelegt.
Im Umfang der Gattung nach C. Roquet et al. 2008 und Lammers 2007 sind Synonyme für Campanula: Astrocodon Fed., Annaea Kolak., Brachycodon Fed., Campanulastrum Small, Cenekia Opiz, Decaprisma Raf., Depierrea Schltdl., Diosphaera Buser, Drymocodon Fourr., Echinocodon Kolak. nom. illeg., Erinia Noulet, Fedorovia Kolak., Gadellia Schulkina, Gaertnera Retz. nom. illeg., Hemisphaera Kolak., Hyssaria Kolak., Lacara Raf., Loreia Raf., Marianthemum Schrank, Medium Opiz nom. illeg., Medium Spach, Megalocalyx (Damboldt) Kolak., Mzymtella Kolak., Nenningia Opiz, Neocodon Kolak. & Serdyuk., Pentropis Raf., Petkovia Stef., Popoviocodonia Fed., Pseudocampanula Kolak., Quinquelocularia K.Koch, Rapunculus Fourr. nom. illeg., Rapuntia Chevall., Rapuntium Post & Kuntze (orth. var.), Rotantha Small, Sachokiella Kolak., Sicyocodon Feer, Symphyandra A.DC., Symphiandra Steud. (orth. var.), Syncodon Fourr., Sykoraea Opiz, Rapuntia Chevall., Roucela Dumort., Talanelis Raf., Trachelioides Opiz, Tracheliopsis Buser, Weitenwebera Opiz.
Mehrere phylogenetische Studien haben unabhängig voneinander gezeigt, dass Campanula paraphyletisch oder polyphyletisch, also keine natürliche Gruppe ist. Eine neue Klassifikation, die die Verwandtschaftsverhältnisse innerhalb der Gattung berücksichtigt, gibt es noch nicht. Da bisher etwa 90 Arten in phylogenetischen Studien untersucht worden sind, müssen weitere Studien mit einer sehr viel größeren Anzahl von Arten abgewartet werden. Siehe hierzu die ausführliche Diskussion in Roquet et al. (2008) sowie Borsch et al. (2009). Die Paraphylie oder Polyphylie von Campanula legt weiterhin nahe, dass die Ähnlichkeiten im Blütenbau durch konvergente Anpassungen an Bestäuber entstanden sind.
Die Gattung Campanula ist fast weltweit verbreitet. Campanula-Arten gedeihen hauptsächlich von arktischen bis in gemäßigte Gebiete der Nordhalbkugel. Am häufigsten kommen Campanula-Arten vom Mittelmeerraum bis zum Kaukasusraum vor. In europäischen Hochgebirgen (Alpen, Kaukasus) kommen besonders viele Arten vor, die nur dort zu finden sind. Campanula ist weiterhin die Gattung mit den meisten kleinräumig verbreiteten Arten in Europa. In China kommen über 22 Arten vor, 12 davon nur dort.
| - Campanula acutiloba Vatke: Sie kommt von der südöstlichen Türkei bis zum nordwestlichen Iran vor. - Campanula afganica Pomel: Sie kommt in Algerien und Tunesien vor. - Campanula afra Cav.: Es gibt zwei Unterarten: - Campanula afra Cav. subsp. afra (Syn.: Campanula kremeri Boiss. & Reut.): Sie kommt in Marokko, Algerien, Tunesien und in Spanien vor. - Campanula afra subsp. hypocrateriformis (Dobignard) Fennane: Sie kommt in Marokko vor. - Campanula aghrica Kit Tan & Sorger: Sie kommt in der Türkei vor. - Campanula aizoides Zaffran ex Greuter: Dieser Endemit kommt nur im westlichen Kreta vor. - Campanula aizoon Boiss. & Spruner: Sie kommt in Griechenland vor. - Campanula ajugifolia Sest. ex Spreng. (Syn.: Campanula argaea Boiss. & Balansa): Sie kommt nur in der südwestlichen und in der zentralen Türkei vor. - Campanula akguelii Altan: Sie kommt in der Türkei vor. - Campanula akhdarensis A.G.Mill. & Whitc.: Dieser Endemit kommt nur in Oman vor. - Campanula aktascii Aytaç & H.Duman. Sie wurde 2013 aus der Türkei erstbeschrieben. - Campanula alaskana (A.Gray) W.Wight ex J.P.Anderson: Sie kommt von den Aleuten und Alaska über das westliche Kanada bis zum US-Bundesstaat Washington vor. - Campanula alata Desf.: Sie kommt im nördlichen Algerien und in Tunesien vor. - Campanula albanica Witasek: Es gibt zwei Unterarten: - Campanula albanica Witasek subsp. albanica: Sie kommt in Albanien, Griechenland und Montenegro vor. - Campanula albanica subsp. sancta (Hayek) Podlech: Dieser Endemit kommt nur auf dem Berg Athos vor. - Campanula aldanensis Fed. & Karav.: Sie kommt im östlichen Sibirien vor. - Campanula alisan-kilincii Yildirim & Senol: Sie wurde 2013 aus der Türkei erstbeschrieben. - Knoblauchraukenblättrige Glockenblume oder Raukenblättrige Glockenblume (Campanula alliariifolia Willd., Syn.: Campanula lamiifolia Adams, Campanula macrophylla Sims, Campanula ochroleuca Kem.-Nath.): Es gibt zwei Unterarten: - Campanula alliariifolia Willd. subsp. alliariifolia (Syn.: Campanula kirpicznikovii Fed., Campanula leskovii Fed., Campanula makaschvilii E.A.Busch): Sie kommt von der nördlichen Türkei bis zum Kaukasusraum vor. - Campanula alliariifolia subsp. letschchumensis (Kem.-Nath.) Ogan. (Syn.: Campanula letschchumensis Kem.-Nath.): Sie kommt nur im westlichen Transkaukasien vor. - Allionis Glockenblume oder Seealpen-Glockenblume (Campanula alpestris All., Syn.: Campanula allionii Vill.) - Campanula alphonsii Wall. ex A.DC.: Dieser Endemit kommt nur in den Nilgiri-Bergen in Indien vor. - Alpen-Glockenblume (Campanula alpina Jacq., Syn.: Campanula ciblesii Prodan, Campanula haynaldii Szontágh, Campanula alpina var. albiflora Schur, Campanula alpina var. calyculata Schur, Campanula alpina var. frigida Schur, Campanula alpina var. haynaldii (Szontágh) Nyman): Sie gedeiht in den Ostalpen und in den Karpaten in Deutschland, Polen, Österreich, Italien, in der früheren Tschechoslowakei, im früheren Jugoslawien, Bulgarien, Rumänien, Albanien und in der Ukraine. - Campanula alsinoides Hook. f. & Thomson: Sie kommt von Pakistan bis zum westlichen Himalaja vor. - Campanula amasia Post: Sie kommt in der Türkei vor. - Campanula americana L.: Sie kommt in Kanada und in den Vereinigten Staaten vor. - Campanula anchusiflora Sm.: Dieser Endemit kommt nur im östlichen Griechenland vor. - Campanula andina Rupr.: Sie kommt im östlichen Kaukasusraum vor. - Campanula andrewsii A.DC.: Die zwei Unterarten kommen nur im südlichen Griechenland vor: - Campanula andrewsii A.DC. subsp. andrewsii - Campanula andrewsii subsp. hirsutula Phitos - Campanula angustiflora Eastw.: Sie kommt im nördlichen und zentralen Kalifornien vor. - Campanula antalyensis Ayasligil & Kit Tan: Sie kommt in der Türkei vor. - Campanula antilibanotica (P.H.Davis) Greuter & Burdet: Sie kommt im Anti-Libanon vor. - Campanula aparinoides Pursh (Syn.: Campanula uliginosa Rydb.): Sie kommt in Kanada und in den Vereinigten Staaten vor. - Campanula argentea Lam.: Sie kommt nur in der nordöstlichen Türkei vor. - Campanula argyrotricha Wall. ex A.DC.: Sie kommt von Pakistan bis zum Himalaja vor. - Campanula ariana Podlech: Sie kommt in Afghanistan vor. - Campanula aristata Wall.: Sie kommt von Afghanistan, Pakistan, Indien, Bhutan, Nepal bis Tibet und einigen chinesischen Provinzen vor. - Campanula armena Steven: Sie kommt von der östlichen Türkei bis zum nördlichen Iran vor. - Oviedo-Glockenblume (Campanula arvatica Lag.): Die zwei Unterarten kommen nur im nördlichen Spanien vor: - Campanula arvatica subsp. adsurgens (Leresche & Levier) Damboldt (Syn.: Campanula adsurgens Leresche & Levier) - Campanula arvatica (Leresche & Levier) Damboldt subsp. arvatica - Campanula asperuloides (Boiss. & Orph.) Harms: Die zwei Unterarten kommen in Griechenland vor: - Campanula asperuloides (Boiss. & Orph.) Harms subsp. asperuloides - Campanula asperuloides subsp. taygetea (Quézel & Contandr.) Greuter & Burdet - Campanula atlantis Gattef.: Sie kommt in Marokko vor. - Campanula aureliana Bogdanovic, Resetnik, Brullo & Shuka: Sie wurde 2014 aus Albanien erstbeschrieben. - Campanula aurita Greene: Sie kommt von Alaska bis British Columbia vor. - Campanula austroxinjiangensis Y.K.Yang, J.K.Wu & J.Z.Li: Dieser Endemit gedeiht an grasigen Hängen in Höhenlagen von etwa 2300 Metern nur in Hejing in Xinjiang. - Campanula autraniana Albov: Sie kommt im westlichen Kaukasusraum vor. - Campanula axillaris Boiss. & Balansa: Sie kommt nur in der südlichen Türkei vor. - Campanula baborensis Quézel: Sie kommt in Algerien und in Saudi-Arabien vor. - Campanula balfourii J.Wagner & Vierh.: Dieser Endemit kommt nur auf Sokotra vor. - Bärtige Glockenblume oder Bart-Glockenblume (Campanula barbata L.): Sie gedeiht im südlichen Norwegen, in den Alpen, in den östlichen Sudeten und in der Tatra. Es gibt Fundorte in Norwegen, Österreich, in der Schweiz, in Frankreich, Spanien, Italien, in der ehemaligen Tschechoslowakei, im ehemaligen Jugoslawien und Polen. - Lanzettblättrige Glockenblume (Campanula baumgartenii Becker): Es gibt zwei Unterarten: - Campanula baumgartenii Becker subsp. baumgartenii (Syn.: Campanula rotundifolia var. reniformis Pers., Campanula pusilla var. reniformis (Pers.) Steud., Campanula rotundifolia var. lancifolia Mert. & W.D.J.Koch nom. superfl., Campanula lancifolia (Mert. & W.D.J.Koch) Witasek nom. illeg.): Sie kommt nur im östlichen Frankreich und südwestlichen Deutschland vor. - Niederösterreich-Glockenblume (Campanula baumgartenii subsp. beckiana (Hayek) Podlech, Syn.: Campanula beckiana Hayek, Campanula rotundifolia var. major Neilr. nom. illeg., Campanula rotundifolia var. multiflora Neilr.): Sie gedeiht nur in den Nordostalpen in Österreich und im ehemaligen Jugoslawien. - Campanula bayerniana Rupr. (Syn.: Campanula choziatowskyi Fomin, Campanula elegantissima Grossh., Campanula savalanica Fed., Campanula takhtadzhianii Fed. ): Sie kommt von Transkaukasien bis zum nordwestlichen Iran vor. - Gänseblümchenblättrige Glockenblume (Campanula bellidifolia Adams): Es gibt zwei Unterarten: - Campanula bellidifolia Adams subsp. bellidifolia (Syn.: Campanula adami M.Bieb., Campanula adami Willd. ex Steud., Campanula ardonensis Rupr., Campanula tridentata var. ardonensis (Rupr.) Kolak. & Serdyuk., Campanula kadargavanica Amirkh. & Komzha, Campanula kryophila Rupr., Campanula sosnowskyi Kharadze, Campanula zeyensis Amirkh. & Tavasiev, Campanula bellidifolia var. longisepala Fomin): Sie kommt nur im zentralen Kaukasusraum vor. - Campanula bellidifolia subsp. besenginica (Fomin) Victorov (Syn.: Campanula besenginica Fomin): Sie kommt nur im zentralen bis westlichen-zentralen Nordkaukasus vor. - Campanula bertolae Colla: Dieser Endemit kommt nur in den italienischen Südwestalpen vor. - Campanula betonicifolia Sm.: Sie kommt nur in der westlichen und nordwestlichen Türkei vor. - Birkenblättrige Glockenblume (Campanula betulifolia K.Koch, Syn.: Campanula finitima Fomin) - Campanula bipinnatifida P.H.Davis: Sie kommt in der Türkei vor. - Campanula bluemelii Halda: Sie kommt in der Türkei vor. - Campanula bohemica Hruby: Es gibt zwei Unterarten: - Campanula bohemica Hruby subsp. bohemica: Sie kommt im nördlichen Tschechien und in Polen vor. - Campanula bohemica subsp. gelida (Kovanda) Kovanda: Dieser Endemit kommt nur im nördlichen Tschechien vor. - Filz-Glockenblume (Campanula bononiensis L.): Sie kommt von Frankreich bis Kasachstan vor. - Campanula bordesiana Maire: Sie kommt im südlichen Algerien, in Libyen und im nördlichen Tschad vor. - Campanula bornmuelleri Nábelek: Sie kommt nur in der südöstlichen Türkei vor. - Campanula bravensis (Bolle) A.Chev.: Dieser Endemit kommt nur auf den Kapverden vor. - Campanula broussonetiana Schult.: Sie kommt in Marokko vor. - Campanula buseri Damboldt: Sie kommt von der südwestlichen und südlichen Türkei bis zum Libanon vor. - Campanula cabezudoi Cano-Maq. & Talavera: Sie kommt nur im südlichen Spanien vor. - Campanula calaminthifolia Lam.: Sie kommt nur auf Inseln in der Ägäis vor. - Campanula calcarata Sommier & Levier: Sie kommt im nördlichen Kaukasusraum vor. - Campanula calcicola W.W.Sm.: Sie gedeiht auf feuchten Felsen in Höhenlagen von 2300 bis 3900 Metern im südwestlichen Sichuan (Daocheng, Muli, Xiangcheng) und nordwestlichen Yunnan. - Campanula californica (Kellogg) A.Heller: Sie kommt in Kalifornien vor. - Campanula calycialata V.Randjel. & Zlatkovic: Sie kommt in Serbien vor. - Campanula camptoclada Boiss.: Sie kommt von Syrien bis Jordanien vor. - Campanula cana Wall.: Sie kommt vom Himalaja bis China und dem nördlichen Indochina vor. - Campanula candida A.DC.: Sie kommt nur im nordwestlichen Iran vor. - Campanula cantabrica Feer: Sie kommt nur im nördlichen Spanien vor. - Karnische Glockenblume oder Leinblättrige Glockenblume (Campanula carnica Schiede ex Mert. & W.D.J.Koch, Syn.: Campanula linifolia Scop. non L.): Es gibt zwei Unterarten: - Campanula carnica Schiede ex Mert. & W.D.J.Koch subsp. carnica (Syn.: Campanula kladniana (Schur) Witasek) - Campanula carnica subsp. puberula Podlech - Campanula carpatha Halácsy: Dieser Endemit kommt nur auf Karpathos vor. - Karpaten-Glockenblume (Campanula carpatica Jacq., Syn.: Campanula turbinata Schott et al.) - Campanula cashmeriana Royle (Syn.: Campanula evolvulacea Royle): Sie kommt von Afghanistan bis zum Himalaja vor. - Campanula caucasica M.Bieb.: Sie kommt im östlichen Kaukasusraum vor. - Campanula celsii A.DC.: Die vier Unterarten kommen alle nur in Griechenland vor: - Campanula celsii subsp. carystea Phitos - Campanula celsii A.DC. subsp. celsii - Campanula celsii subsp. parnesia Phitos - Campanula celsii subsp. spathulifolia (Turrill) Phitos - Mont-Cenis-Glockenblume (Campanula cenisia L.): Sie kommt in den Alpen in Frankreich, Deutschland, Österreich, Liechtenstein in der Schweiz und in Italien vor. - Borstige Glockenblume (Campanula cervicaria L.): Sie ist von Südwest-, über Nord- sowie Mittel- bis Süd-, Ost- sowie Südosteuropa, Westasien und in Sibirien weitverbreitet. - Rasen-Glockenblume (Campanula cespitosa Scop.): Sie gedeiht über Kalkgestein oder Dolomitgestein in Italien (Friaul, Venetien, Südtirol), Slowenien und Kroatien. - Campanula choruhensis Kit Tan & Sorger: Sie kommt in der Türkei vor. - Campanula chrysosplenifolia Franch.: Sie gedeiht auf Felsen in Höhenlagen von 3000 bis 4000 Metern im südwestlichen Sichuan (Muli, Yanyuan) und nordwestlichen Yunnan (Binchuan, Heqing). - Campanula cichoracea Sm.: Sie kommt in Griechenland vor. - Campanula ciliata Steven: Sie kommt im Kaukasusraum vor. - Zwerg-Glockenblume oder Niedrige Glockenblume (Campanula cochleariifolia Lam., Syn.: Campanula bellardii All., Campanula notata Schott et al., Campanula pusilla Haenke, Campanula tenella Jord.) - Berghügel-Glockenblume (Campanula collina Sims): Es gibt drei Unterarten: - Campanula collina Sims subsp. collina (Syn.: Campanula annae Kolak., Campanula galushkoi Prima, Campanula nefedovii Galushko): Sie kommt von der nordöstlichen Türkei bis zum Kaukasusraum vor. - Campanula collina subsp. fondervisii (Albov) Ogan. (Syn.: Campanula fonderwisii Albov, Campanula irinae Kuth.): Sie kommt im westlichen Transkaukasien vor. - Campanula collina subsp. sphaerocarpa (Kolak.) Ogan. (Syn.: Campanula albovii Kolak., Campanula kluchorica Kolak., Campanula schistosa Kolak., Campanula sphaerocarpa Kolak.): Sie kommt im westlichen Kaukasusraum vor. - Campanula columnaris Contandr., Quézel & Zaffran: Sie kommt in Griechenland vor. - Campanula comosiformis (Hayek & Janch.) Frajman & Schneew.: Sie kommt im nordöstlichen Albanien vor. - Campanula conferta A.DC.: Sie kommt von der östlichen Türkei bis zum nordwestlichen Iran vor. - Campanula constantini Beauverd & Topali: Sie kommt in Griechenland vor. - Campanula coriacea P.H.Davis: Sie kommt von der südöstlichen Türkei bis zum nordwestlichen Iran vor. - Campanula crassipes Heuff.: Sie kommt vom nordöstlichen Serbien bis zum südwestlichen Rumänien vor. - Campanula crenulata Franch.: Sie gedeiht auf Felsen und an Grashängen in Höhenlagen von 2600 bis 4200 Metern in den chinesischen Provinzen südwestliches Sichuan (nur in Muli) und nordwestlichen Yunnan. - Campanula cretica (A.DC.) D.Dietr. (Syn.: Symphyandra cretica A.DC.): Dieser Endemit kommt nur auf Kreta vor. - Campanula creutzburgii Greuter: Dieser Endemit kommt nur auf Kreta vor. - Campanula crispa Lam.: Sie kommt von der östlichen Türkei bis zum nordwestlichen Iran vor. - Campanula cymaea Phitos: Dieser Endemit kommt nur auf der griechischen Insel Euböa vor. - Campanula cymbalaria Sm.: Sie kommt von dem östlichen ägäischen Inseln bis zur Türkei, im Libanon und im Anti-Libanon vor. - Campanula daghestanica Fomin (Syn.: Campanula fedorovii Kharadze): Sie kommt im östlichen Kaukasusraum vor. - Campanula damascena Labill.: Sie kommt von Syrien bis Israel vor. - Campanula damboldtiana P.H.Davis & Sorger: Sie kommt in der Türkei vor. - Campanula dasyantha M.Bieb. (Syn.: Campanula pilosa Pall. ex Schult.): Es gibt zwei Unterarten: - Chamisso-Glockenblume (Campanula dasyantha subsp. chamissonis (Fed.) Victorov, Syn.: Campanula chamissonis Fed., Campanula altaica A.DC.): Sie kommt von Russlands Fernem Osten bis Japan und auf den Aleuten vor. - Campanula dasyantha subsp. dasyantha: Sie kommt von Sibirien bis zu Russlands Fernem Osten vor. - Campanula davisii Turrill: Sie kommt in der Türkei vor. - Campanula decumbens A.DC.: Die zwei Unterarten kommen nur im südlichen Spanien vor: - Campanula decumbens subsp. baetica Cano-Maq. & Talavera - Campanula decumbens subsp. decumbens - Campanula delicatula Boiss.: Sie kommt im nordöstlichen Griechenland, in der westlichen und südlichen Türkei, im nördlichen Zypern und auf Inseln in der Ägäis vor. - Campanula demirsoyi Kandemir: Sie kommt in der Türkei vor. - Campanula dichotoma L.: Sie kommt in Marokko, Algerien, Tunesien, auf den Balearen, in Italien und Sizilien vor. - Campanula dieckii Lange: Sie kommt in Spanien vor. - Campanula dimorphantha Schweinf. (Syn.: Campanula benthamii Wall. ex Kitam., Campanula canescens Wall. ex A.DC.): Sie kommt von Ägypten bis zum westlichen Eritrea und von Afghanistan bis Sri Lanka und Taiwan vor. - Campanula divaricata Michx. (Syn.: Campanula flexuosa Michx.): Sie kommt von West Virginia bis zu den südöstlichen Vereinigten Staaten vor. - Campanula dolomitica E.A.Busch: Sie kommt im zentralen Kaukasusraum vor. - Campanula drabifolia Sm.: Sie kommt im südlichen und im östlichen Griechenland vor. - Campanula dulcis Decne.: Sie kommt von Jordanien bis zur Sinaihalbinsel vor. - Campanula dzaaku Albov: Sie kommt im westlichen Transkaukasien vor. - Campanula dzyschrica Kolak.: Sie kommt nur im westlichen Transkaukasien vor. - Campanula edulis Forssk. (Syn.: Campanula quartiniana A.Rich.): Sie kommt von Eritrea bis Ruanda und im Jemen vor. - Campanula ekimiana Güner: Sie kommt in der Türkei vor. - Piemonteser Glockenblume (Campanula elatines L.): Dieser Endemit kommt nur in den Südwestalpen vor. - Lombardische Glockenblume (Campanula elatinoides Moretti) - Campanula engurensis Kharadze: Sie kommt im westlichen Kaukasusraum vor. - Campanula erinus L. - Campanula escalerae Rech. f. & Schiman-Czeika: Sie kommt im Iran vor. - Campanula euboica Phitos: Dieser Endemit kommt nur auf Euböa vor. - Campanula euclasta Boiss.: Sie kommt in Syrien und im Libanon vor. - Campanula eugeniae Fed.: Sie kommt in Kirgisistan vor. - Ausgeschnittene Glockenblume (Campanula excisa Schleich. ex Murith) - Campanula exigua Rattan: Sie kommt in Kalifornien vor. - Campanula expansa Rudolph: Sie kommt in Russlands Fernem Osten vor. - Campanula fastigiata Dufour ex Schult.: Sie kommt in Marokko, Algerien, Spanien und von der Türkei bis Zentralasien vor. - Campanula feijoana Gardère: Sie wurde 2015 von den Kapverden erstbeschrieben. - Fenster-Glockenblume (Campanula fenestrellata Feer, Syn.: Campanula debarensis Rech. f., Campanula istriaca Feer): Die drei Unterarten kommen nur auf der westlichen Balkanhalbinsel vor. - Campanula fenestrellata subsp. debarensis (Rech. f.) Damboldt: Sie kommt vom östlichen Albanien bis zum westlichen Nordmazedonien vor. - Campanula fenestrellata subsp. fenestrellata: Dieser Endemit kommt nur in Kroatien vor. - Campanula fenestrellata subsp. istriaca (Feer) Damboldt: Sie kommt nur in Kroatien und seinen Inseln vor. - Campanula ficarioides Timb.-Lagr.: Sie kommt in den Pyrenäen vor. - Campanula filicaulis Durieu: Es gibt zwei Unterarten: - Campanula filicaulis subsp. embergeri (Litard. & Maire) Dobignard (Syn.: Campanula embergeri Litard. & Maire): Sie kommt in Marokko vor. - Campanula filicaulis subsp. filicaulis (Syn.: Campanula antiatlantica Maire et al., Campanula reboudiana Pomel): Sie kommt von Nordwestafrika bis zum nördlichen Tschad vor. - Campanula flaccidula Vatke: Sie kommt von der östlichen Türkei bis zum westlichen Iran vor. - Campanula floridana S.Watson ex A.Gray: Sie kommt nur in Florida vor. - Campanula foliosa Ten.: Sie kommt im zentralen und südlichen Apennin und auf der Balkanhalbinsel vor. - Campanula formanekiana Degen & Dörfl. (Syn.: Campanula cinerea Formanek): Sie kommt von Nordmazedonien bis ins nördliche Griechenland vor. - Campanula forsythii (Arcang.) Podlech: Dieser Endemit kommt nur auf Sardinien vor. - Zerbrechliche Glockenblume (Campanula fragilis Cirillo, Syn.: Campanula cavolinii Ten.): Es gibt zwei Unterarten: - Campanula fragilis subsp. cavolinii (Ten.) Damboldt: Dieser Endemit kommt nur im Apennin vor. - Campanula fragilis subsp. fragilis: Sie kommt nur vom zentralen bis südlichen Italien vor. - Campanula fritschii Witasek: Dieser Endemit kommt nur in Südfrankreich vor. - Campanula fruticulosa (O.Schwarz & P.H.Davis) Damboldt: Sie kommt nur in der südwestlichen Türkei vor. - Campanula gansuensis L.C.Wang & D.Y.Hong: Sie wurde 2000 aus Gansu erstbeschrieben. Sie wurde in Höhenlagen von etwa 1100 Metern gefunden. - Sternpolster-Glockenblume oder Gargano-Glockenblume (Campanula garganica Ten., Syn.: Campanula acarnanica Damboldt, Campanula cephallenica Feer): Es gibt drei Unterarten: - Campanula garganica subsp. acarnanica (Damboldt) Damboldt: Dieser Endemit kommt nur auf Kephallinia vor. - Campanula garganica subsp. cephallenica (Feer) Hayek: Dieser Endemit kommt nur auf Kephallinia vor. - Campanula garganica subsp. garganica: Dieser Endemit kommt nur am Monte Gargano in Italien vor. - Fremde Glockenblume (Campanula gentilis Kovanda): Dieser Endemit kommt nur auf der Fränkischen Alb und in Tschechien vor. Die Chromosomenzahl beträgt 2n = 34. - Campanula ghilanensis Pall. ex Schult. - Campanula giesekiana Vest ex Schult.: Sie kommt im nördlichen und nordöstlichen Europa und vom östlichen Kanada bis Grönland vor. - Campanula gilliatii Milne-Redh. & Turrill: Dieser Endemit kommt nur im nordwestlichen Iran vor. - Knäuel-Glockenblume (Campanula glomerata L., Syn.: Campanula cephalotes Fisch. ex A.DC., Campanula cephalotes Nakai, Campanula cervicarioides Schult., Campanula elliptica Kit. ex Schult., Campanula eo-cervicaria Nábelek, Campanula farinosa Andrz., Campanula maleevii Fed., Campanula serotina Wettst., Campanula subcapitata Popov): Es gibt etwa 15 Unterarten: - Campanula glomerata subsp. caucasica (Trautv.) Ogan. (Syn.: Campanula trautvetteri Grossh. ex Fed.) - Campanula glomerata subsp. cervicarioides (Schult.) Arcang. - Campanula glomerata subsp. daqingshanica D.Y.Hong & Y.Z.Zhao - Campanula glomerata subsp. elliptica (Kit. ex Schult.) Kirschl. - Campanula glomerata subsp. farinosa (Rochel ex Besser) Kirschl. - Campanula glomerata subsp. glomerata - Campanula glomerata subsp. hispida (Witasek) Hayek - Campanula glomerata subsp. krylovii Olonova - Campanula glomerata subsp. oblongifolia (Kharadze) Fed. (Syn.: Campanula oblongifolia (K.Koch) Kharadze) - Campanula glomerata subsp. oblongifolioides (Galushko) Ogan. (Syn.: Campanula oblongifolioides Galushko) - Campanula glomerata subsp. panjutinii (Kolak.) Victorov (Syn.: Campanula panjutinii Kolak.) - Campanula glomerata subsp. serotina (Wettst.) O.Schwarz - Campanula glomerata subsp. speciosa (Hornem. ex Spreng.) Domin - Campanula glomerata subsp. subcapitata (Popov) Fed. - Campanula glomerata subsp. symphytifolia (Albov) Ogan. (Syn.: Campanula symphytifolia (Albov) Kolak.) - Campanula glomeratoides D.Y.Hong: Dieser Endemit gedeiht auf Wiesen in Höhenlagen von etwa 2700 Metern in Tibet nur in Bomi. - Campanula goulimyi Turrill: Dieser Endemit kommt nur im nordwestlichen Euböa vor. - Campanula gracillima Podlech: Dieser Endemit kommt in Frankreich nur am Mont Lozère und am Mont Ventoux vor. - Campanula grandis Fisch. & C.A.Mey.: Sie kommt in der Türkei vor. Es gibt zwei Unterarten: - Campanula grandis subsp. grandis (Syn.: Campanula latiloba A.DC.) - Campanula grandis subsp. rizeensis (Güner) Lammers - Campanula griffinii Morin: Sie kommt nur vom nördlichen bis zentralen Kalifornien vor. - Grossek-Glockenblume oder Serbische Glockenblume (Campanula grossekii Heuff.): Sie kommt von der nördlichen Balkanhalbinsel bis ins südliche Rumänien vor. - Campanula guinochetii Quézel: Sie kommt in Marokko vor. - Campanula hacerae Ilçim: Sie kommt in der Türkei vor. - Campanula hagielia Boiss. (Syn.: Campanula sporadum Feer): Sie kommt von den Inseln der östlichen Ägäis bis zur westlichen Türkei vor. - Campanula haradjanii Rech. f.: Sie kommt in der Türkei vor. - Campanula hawkinsiana Hausskn. & Heldr.: Sie kommt von Albanien bis ins nördliche Griechenland vor. - Campanula hedgei P.H.Davis: Sie kommt nur in der östlichen Türkei vor. - Campanula hercegovina Degen & Fiala (Syn.: Campanula tarana K.Malý): Sie kommt von Kroatien bis Herzegowina vor. - Campanula hermannii Rech. f.: Sie kommt im Iran vor. - Campanula herminii Hoffmanns. & Link: Sie kommt in Portugal und Spanien vor. - Campanula heterophylla L. (Syn.: Campanula amorgina Rech. f.): Sie kommt in Griechenland auf den Kykladen vor. - Campanula hieracioides Kolak.: Sie kommt im westlichen Transkaukasien vor. - Campanula hierapetrae Rech. f.: Dieser Endemit kommt nur im östlichen Kreta vor. - Campanula hierosolymitana Boiss.: Sie kommt von der Türkei bis Jordanien vor. - Campanula hispanica Willk. (Syn.: Campanula ruscinonensis Timb.-Lagr., Campanula kahenae Maire): Sie kommt in Spanien vor. - Campanula hissarica Kamelin ex Rassulova: Sie kommt in Tadschikistan vor. - Ring-Glockenblume (Campanula hofmannii (Pantan.) Greuter & Burdet, Syn.: Symphyandra hofmannii Pantan.): Dieser Endemit kommt nur in Bosnien vor. - Campanula hongii Y.F.Deng, (Syn.: Campanula chinensis D.Y.Hong): Der Name war ungültig veröffentlicht und 2015 wurde der neue Name veröffentlicht. Sie gedeiht in Höhenlagen von 2400 bis 3800 Meter im südöstlichen Tibet nur in Markam, im südlichen Qinghai nur in Nangqên und im nordwestlichen Yunnan nur in Dêqên sowie Gongshan. - Campanula hortelensis Gardère: Sie wurde 2015 aus den Kapverden erstbeschrieben. - Campanula humillima A.DC.: Sie kommt nur im nordwestlichen Iran vor. - Campanula hypopolia Trautv.: Sie kommt im Kaukasusraum vor. - Campanula hystricula Pau: Sie kommt nur im nordwestlichen Iran vor. - Campanula iconia Phitos: Sie kommt in der Türkei vor. - Campanula immodesta Lammers (Syn.: Campanula modesta Hook. f. & Thomson): Sie kommt vom Himalaja bis zum südwestlichen Sichuan und dem nordwestlichen Yunnan vor. - Campanula incanescens Boiss.: Sie kommt vom Iran bis Zentralasien vor. - Campanula incurva Aucher ex A.DC. (Syn.: Campanula leutweinii Heldr.): Sie kommt vom östlichen Griechenland bis zu den Inseln der östlichen Ägäis vor. - Campanula intercedens Witasek: Sie kommt im östlichen Kanada und in den Vereinigten Staaten vor. - Campanula involucrata Aucher ex A.DC.: Sie kommt von der Türkei bis zum westlichen Iran vor. - Campanula isaurica Contandr. Quézel & Pamukç. (Syn.: Campanula ermenekensis Contandr. & Quézel): Sie kommt nur in der südlichen Türkei vor. - Stern-Glockenblume (Campanula isophylla Moretti): Dieser Endemit kommt nur im nordwestlichen Italien vor. - Campanula jacobaea C.Sm. ex Webb: Dieser Endemit kommt nur auf den Kapverden vor. - Campanula jacquinii (Sieber) A.DC.: Dieser Endemit kommt nur auf Kreta vor. - Campanula jadvigae Kolak.: Sie kommt im westlichen Transkaukasien vor. - Campanula jaubertiana Timb.-Lagr. (Syn.: Campanula andorrana Braun-Blanq.): Dieser Endemit kommt nur in den zentralen bis östlichen Pyrenäen vor. - Campanula jordanovii Ancev & Kovanda: Sie kommt von Nordmazedonien bis Bulgarien vor. - Campanula jurjurensis Pomel: Sie kommt in Algerien vor. - Campanula justiniana Witasek: Sie kommt von Slowenien bis ins südwestliche Kroatien vor. - Campanula kachethica Kantsch.: Sie kommt in Transkaukasien vor. - Campanula kantschavelii Zagar.: Sie kommt in Transkaukasien vor. - Campanula karabaghensis Mikheev: Sie kommt in Transkaukasien vor. - Campanula karadjana Bocquet: Sie kommt in der Türkei vor. - Campanula kastellorizana Carlström: Sie kommt nur in der östlichen Ägäis vor. - Campanula keniensis Thulin: Sie kommt in Kenia vor. - Campanula kermanica (Rech. f. Aellen & Esfand.) Rech. f.: Sie kommt nur im südlichen Iran vor. - Campanula khorasanica (Rech.f. & Aellen) Rech. f.: Sie kommt vom nordöstlichen Iran bis zum südlichen Turkmenistan vor. - Campanula kiharae Kitam.: Sie kommt in Afghanistan vor. - Campanula kirikkoleensis A.A.Donamez & Güner: Sie kommt in der Türkei vor. - Campanula kladniana (Schur) Witasek: Dieser Endemit kommt nur in den südlichen und östlichen Karpaten vor. - Campanula kolakovskyi Kharadze: Sie kommt im westlichen Transkaukasien vor. - Campanula kolenatiana C.A.Mey. ex Rupr. (Syn.: Campanula akhverdovii Kharadze, Campanula achverdovii Kharadze): Sie kommt im Kaukasusraum, vielleicht nur in Dagestan vor. - Campanula komarovii Maleev: Sie kommt im nordwestlichen Kaukasusraum vor. - Campanula korabensis F.K.Mey.: Beide Unterarten kommen nur in Albanien vor: - Campanula korabensis subsp. bicajensis F.K.Mey. - Campanula korabensis subsp. korabensis - Campanula kotschyana A.DC.: Sie kommt in der südlichen Türkei und im Anti-Libanon vor. - Campanula koyuncui H.Duman: Sie kommt in der Türkei vor. - Campanula kurdistanica Advay & Maroofi: Sie wurde 2015 aus dem nordwestlichen Iran erstbeschrieben. - Campanula laciniata L. (Syn.: Campanula erucifolia Feer): Sie kommt nur von den Inseln der südlichen Ägäis bis Kreta vor. - Riesen-Glockenblume (Campanula lactiflora M.Bieb.): Sie kommt von der nordöstlichen Türkei bis zum nordwestlichen Iran vor. - Campanula lamondiae Rech. f.: Sie kommt im Iran vor. - Campanula lanata Friv.: Sie kommt von Serbien bis Bulgarien vor. - Campanula lasiocarpa Cham.: Sie kommt in Russlands Fernem Osten, in Japan und von Alaska bis in die nordwestlichen Vereinigten Staaten vor. - Breitblättrige Glockenblume (Campanula latifolia L., Syn.: Campanula eriocarpa M. Bieb., Campanula macrantha Fisch.): Es gibt zwei Unterarten: - Campanula latifolia subsp. latifolia - Campanula latifolia subsp. megrelica (Manden. & Kuth.) Ogan. (Syn.: Campanula megrelica Manden. & Kuth.) - Campanula latifolioides F.K.Mey.: Sie kommt in Albanien vor. - Campanula lavrensis (Tocl & Rohl.) Phitos: Sie kommt nur im nordöstlichen Griechenland vor. - Campanula lazica (Boiss. & Balansa) Kharadze: Sie kommt nur in der nördlichen Türkei vor. - Campanula ledebouriana Trautv.: Sie kommt von der östlichen Türkei bis ins westliche Transkaukasien vor. - Campanula lehmanniana Bunge: Es gibt vier Unterarten in Zentralasien: - Campanula lehmanniana subsp. capusii (Franch.) Victorov (Syn.: Campanula capusii (Franch.) Fed.) - Campanula lehmanniana subsp. integerrima Kamelin ex Rassulova: Sie kommt in Tadschikistan vor. - Campanula lehmanniana subsp. lehmanniana - Campanula lehmanniana subsp. pseudohissarica Kamelin ex Rassulova - Campanula leucantha Gilli: Sie kommt von Afghanistan bis Pakistan vor. - Campanula leucoclada Boiss.: Sie kommt von Afghanistan bis Pakistan vor. - Campanula leucosiphon Boiss. & Heldr.: Sie kommt nur in der südlichen Türkei vor. - Campanula lezgina (Alex.) Kolak. & Serdyuk.: Sie kommt im östlichen Kaukasusraum vor. - Campanula lingulata Waldst. & Kit. (Syn.: Campanula cichoriacea Sm.): Sie kommt von den südwestlichen Karpaten bis zur Balkanhalbinsel vor. - Campanula longipetiolata F.K.Mey.: Sie kommt in Albanien vor. - Campanula longisepala Podlech: Sie kommt in Frankreich vor. - Campanula longistyla Fomin (Syn.: Campanula schischkinii Kolak. & Sachokia): Sie kommt im Kaukasusraum vor. - Campanula lourica Boiss.: Sie kommt im Iran vor. - Campanula luristanica Freyn: Sie kommt nur im nordwestlichen Iran vor. - Campanula lusitanica L. (Syn.: Campanula broussonetiana Schult., Campanula loeflingii Brot., Campanula transtagana R.R.Fern.): Sie kommt in Portugal und im nordwestlichen Spanien vor. - Campanula lycica Kit Tan & Sorger: Sie kommt in der Türkei vor. - Campanula lyrata Lam. (Syn.: Campanula esculenta P.Candargy): Es gibt zwei Unterarten: - Campanula lyrata subsp. icarica Runemark ex D.Phitos: Sie kommt nur auf Ostägäischen Inseln vor. - Campanula lyrata Lam. subsp. lyrata (Syn.: Campanula sorgerae Phitos): Sie kommt von Ostägäischen Inseln bis zur Türkei vor. - Campanula macrorhiza J.Gay ex A.DC.: Sie kommt vom nordöstlichen Spanien bis ins nordwestliche Italien und auf Korsika vor. Es gibt drei Unterarten: - Campanula macrorhiza subsp. catalanica (Podlech) Rivas Mart.: Sie kommt von den östlichen Pyrenäen bis ins nordöstliche Spanien vor. - Campanula macrorhiza subsp. gypsicola (Costa) Rivas Mart.: Sie kommt nur im nordöstlichen Spanien vor. - Campanula macrorhiza J.Gay ex A.DC. subsp. macrorhiza: Sie kommt vom südöstlichen Frankreich bis ins nordwestliche Italien und auf Korsika vor. - Campanula macrostachya Waldst. & Kit. ex Willd. (Syn.: Campanula multiflora Waldst. & Kit.): Sie kommt von Südosteuropa bis zur Türkei und bis zur Slowakei vor. - Campanula macrostyla Boiss. & Heldr.: Sie kommt in der Türkei vor. - Campanula mairei Pau ex Maire: Sie kommt in Marokko vor. - Campanula malatyaensis Mutlu & Karakus: Sie wurde 2015 aus der Türkei erstbeschrieben. - Campanula marcenoi Brullo: Dieser Endemit kommt nur auf Sizilien vor. - Campanula marchesettii Witasek: Sie kommt von Slowenien bis zum nordwestlichen Kroatien und im zentralen Apennin vor. - Campanula mardinensis Bornm. & Sint.: Sie kommt von der östlichen Türkei bis zum nördlichen Irak vor. - Campanula martinii F.Fen., Pistarino, Peruzzi & Cellin.: Sie wurde 2013 aus Italien erstbeschrieben. - Campanula massalskyi Fomin (Syn.: Campanula ketzkhovelii Sosn. ex Grossh.): Sie kommt von der Türkei bis Transkaukasien vor. - Campanula matritensis A.DC.: Sie kommt in Portugal und in Spanien vor. - Marien-Glockenblume (Campanula medium L.) - Campanula mekongensis Diels ex C.Y.Wu: Sie gedeiht in niedrigen Höhenlagen in Guangxi nur in Tian’e und im südlichen Yunnan nur in Xishuangbanna. - Campanula merxmuelleri Phitos: Dieser Endemit kommt nur auf den griechischen Inseln Skyros und Psara vor. - Campanula micrantha Bertol. (Syn.: Campanula apennina (Podlech) Podlech): Sie kommt im zentralen Apennin vor. - Campanula microdonta Koidz.: Dieser Endemit kommt nur auf den japanischen Izu-Inseln vor. - Campanula microphylloidea D.Y.Hong: Sie wurde 2015 aus Tibet erstbeschrieben. - Campanula mirabilis Albov: Sie kommt im westlichen Transkaukasien vor. - Campanula moesiaca Velen.: Sie kommt auf der Balkanhalbinsel vor. - Campanula mollis L. (Syn.: Campanula malacitana Degen & Hervier, Campanula microphylla Cav., Campanula velutina Desf.): Es gibt zwei Unterarten: - Campanula mollis L. subsp. mollis: Sie kommt in Marokko, in Algerien und im südlichen und südöstlichen Spanien vor. - Campanula mollis subsp. winkleri (Lacaita) Greuter & Burdet: Sie kommt im südlichen Spanien vor. - Campanula monodiana Maire: Dieser Endemit kommt nur in der Provinz Tibesti von Tschad vor. - Mährische Glockenblume (Campanula moravica (Spitzn.) Kovanda): Es gibt zwei Unterarten: - Campanula moravica (Spitzn.) Kovanda subsp. moravica: Sie kommt im östlichen Mitteleuropa und in Südosteuropa vor. - Campanula moravica subsp. xylorrhiza (O.Schwarz) Kovanda: Sie kommt in Slowenien, im östlichen Österreich und in der südlichen Slowakei vor. - Dolomiten-Glockenblume (Campanula morettiana Rchb.) - Campanula mugeana Yildirim: Sie wurde 2013 aus der Türkei erstbeschrieben. - Campanula munzurensis P.H.Davis: Sie kommt nur in der östlichen Türkei vor. - Campanula myrtifolia Boiss. & Heldr.: Sie kommt nur in der südlichen Türkei vor. - Campanula nakaoi Kitam.: Sie kommt von Nepal bis ins südliche Tibet vor. - Campanula nisyria Papatsou & Phitos: Dieser Endemit kommt nur auf der griechischen Insel Nisyros vor. - Campanula numidica Durieu: Sie kommt in Algerien vor. - Campanula nuristanica Rech. f. & Schiman-Czeika: Sie kommt in Afghanistan vor. - Campanula occidentalis Y.Nyman: Sie kommt nur auf den Kanarischen Inseln vor. - Campanula odontosepala Boiss.: Sie kommt vom nördlichen und nordwestlichen Iran bis Transkaukasien vor. - Campanula oligosperma Damboldt: Sie kam früher in der östlichen Türkei am Pülümür-Pass vor. - Campanula olympica Boiss. (Syn.: Campanula hemschinica K.Koch): Sie kommt von der nördlichen Balkanhalbinsel bis Transkaukasien vor. - Campanula omeiensis (Z.Y.Zhu) D.Y.Hong & Z.Yu Li: Sie kommt in Sichuan vor. - Campanula orbelica Pančić (Syn.: Campanula alpina subsp. orbelica (Pančić) Urum.): Sie kommt auf der Balkanhalbinsel vor. - Campanula oreadum Boiss. & Heldr.: Sie kommt in Griechenland vor. - Campanula orphanidea Boiss.: Sie kommt vom südlichen Bulgarien bis ins nordöstliche Griechenland vor. - Campanula ossetica M.Bieb.: Sie kommt im Kaukasusraum vor. - Campanula ovacikensis Yıld.: Es gibt zwei Unterarten: - Campanula ovacikensis subsp. capitellata (Damboldt) Yıld.: Sie kommt nur in der östlichen Türkei vor. - Campanula ovacikensis Yıld. subsp. ovacikensis: Sie kommt in der Türkei vor. - Campanula pallida Wall. (Syn.: Campanula colorata Wall.): Sie kommt von Afghanistan bis China vor. - Campanula pamphylica (Contandr. Quézel & Pamukç.) Akçiçek & Vural: Die zwei Unterarten kommen in der Türkei vor: - Campanula pamphylica subsp. afyonica Akçiçek & Vural - Campanula pamphylica (Contandr. Quézel & Pamukç.) Akçiçek & Vural subsp. pamphylica - Campanula pangea Hartvig: Sie kommt nur im nordöstlichen Griechenland vor. - Campanula papillosa Halácsy ex Maire & Petitm.: Dieser Endemit kommt nur im griechischen Taygetos-Gebirge vor. - Campanula paradoxa Kolak.: Sie kommt nur im westlichen Transkaukasien vor. - Campanula parryi A.Gray: Sie kommt in den Vereinigten Staaten vor. - Wiesen-Glockenblume (Campanula patula L., Syn.: Campanula stefanoffii F.Herm., Campanula vajdae Pénzes): Es gibt etwa sechs Unterarten: - Campanula patula subsp. abietina (Griseb. & Schenk) Simonk. (Syn.: Campanula abietina Griseb.) - Campanula patula subsp. alekovyi Ancev - Campanula patula subsp. costae (Willk.) Nyman (Syn.: Campanula costae Willk.) - Campanula patula subsp. epigaea (Janka ex Degen) Hayek (Syn.: Campanula epigaea Janka ex Degen) - Campanula patula subsp. jahorinae (K.Malý) Greuter & Burdet - Campanula patula L. subsp. patula - Campanula pelia Hausskn. ex Bedd. (Syn.: Campanula patenticalyx Bocquet, Campanula thessala Maire): Sie kommt in Griechenland vor. - Campanula pelviformis Lam. (Syn.: Campanula corymbosa Desf.): Sie kommt in Kreta vor. - Campanula pendula M.Bieb.: Sie kommt im Kaukasusraum vor. - Campanula peregrina L. (Syn.: Campanula lanuginosa Lam.): Sie kommt von der Türkei bis Israel und auf Zypern vor. - Campanula perpusilla A.DC.: Sie kommt vom Irak bis zum Iran vor. - Campanula persepolitana Kotschy ex Boiss.: Sie kommt nur im südlichen Iran vor. - Pfirsichblättrige Glockenblume oder Wald-Glockenblume (Campanula persicifolia L., Syn.: Campanula cristallocalyx Adamović, Campanula hispida Lej., Campanula persiciflora auct., Campanula pumila F.W.Schmidt, Campanula sessiliflora K.Koch, Campanula subpyrenaica Timb.-Lagr.): Es gibt drei Unterarten: - Campanula persicifolia L. subsp. persicifolia - Campanula persicifolia subsp. sessiliflora (Velen.) Fed. ex Greuter & Burdet - Campanula persicifolia subsp. subpyrenaica (Timb.-Lagr.) Fed. - Campanula peshmenii Güner: Sie kommt in der Türkei vor. - Campanula petiolata A.DC.: Sie kommt von Yukon bis ins nordöstliche Mexiko vor. - Felsen-Glockenblume (Campanula petraea L.) - Campanula petrophila Rupr.: Sie kommt im Kaukasusraum vor. - Campanula phrygia Jaub. & Spach: Sie kommt von Südosteuropa bis Israel vor. - Campanula phyctidocalyx Boiss. & Noë (Syn.: Campanula amabilis Leichtlin): Sie kommt von der östlichen Türkei bis zum westlichen Iran vor. - Campanula pichleri Vis.: Sie kommt auf der Balkanhalbinsel und auf Kreta vor. - Campanula pinatzii Greuter & Phitos: Sie kommt nur auf den ägäischen Inseln Karpathos, Kasos und Saria vor. - Campanula pindicola Aldén: Sie kommt in Griechenland vor. - Campanula pinnatifida Hub.-Mor.: Die drei Unterarten kommen nur in der Türkei vor: - Campanula pinnatifida var. germanicopolitana Hub.-Mor. - Campanula pinnatifida Hub.-Mor. var. pinnatifida - Campanula pinnatifida var. robusta Hub.-Mor. - Piper-Glockenblume (Campanula piperi Howell): Sie kommt in den nordwestlichen Vereinigten Staaten vor. - Campanula podocarpa Boiss. (Syn.: Campanula cypria Rech. f.): Sie kommt in der südwestlichen Türkei und auf Zypern vor. - Campanula pollinensis Podlech: Dieser Endemit kommt nur im südlichen Apennin vor. - Campanula polyclada Rech. f. & Schiman-Czeika: Sie kommt von Afghanistan bis Pakistan vor. - Campanula pontica Albov: Sie kommt von der nordöstlichen Türkei bis ins westlichen Transkaukasien vor. - Dalmatiner Glockenblume (Campanula portenschlagiana Schult., Syn.: Campanula muralis Port. ex A.DC.): Sie kommt nur von Kroatien bis Herzegowina vor. - Hängepolster-Glockenblume oder Poscharsky-Glockenblume (Campanula poscharskyana Degen): Sie kommt von nur Kroatien bis Montenegro vor. - Campanula postii (Boiss.) Harms: Sie kommt in der südlichen und östlichen Türkei, im nördlichen Irak und in Syrien vor. - Rax-Glockenblume (Campanula praesignis Beck): Dieser Endemit kommt nur in den Nordostalpen vor. - Campanula precatoria Timb.-Lagr.: Sie kommt nur in den Pyrenäen vor. - Campanula prenanthoides Durand: Sie kommt von Oregon bis Kalifornien vor. - Campanula primulifolia Brot.: Sie kommt in Portugal und Spanien vor. - Campanula propinqua Fisch. & C.A.Mey. (Syn.: Campanula balansae Boiss. & Hausskn.): Sie kommt von der Türkei bis zum nordwestlichen Iran und der Arabischen Halbinsel vor. - Campanula pseudostenocodon Lacaita: Dieser Endemit kommt nur im südlichen Apennin vor. - Campanula psilostachya Boiss. & Kotschy: Sie kommt nur in der südlichen Türkei vor. - Campanula ptarmicifolia Lam.: Sie kommt nur in der östlichen Türkei vor. - Campanula pterocaula Hausskn.: Sie kommt in der nördlichen und der zentralen Türkei vor. - Campanula pubicalyx (P.H.Davis) Damboldt: Sie kommt in der Türkei vor. - Dunkle Glockenblume (Campanula pulla L.): Dieser Endemit kommt nur in den Nordostalpen vor. - Campanula'' ×''pulloeides Farrer (= Campanula carpatica × Campanula pulla) - Campanula pulvinaris Hausskn. & Bornm.: Sie kommt in der Türkei vor. - Punktierte Glockenblume (Campanula punctata Lam., Syn.: Campanula hondoensis Kitam., Campanula takesimana Nakai): Es gibt zwei Unterarten: - Campanula punctata var. hondoensis (Kitam.) Ohwi ex T.Shimizu: Dieser Endemit kommt nur auf der japanischen Insel Honshū vor. - Campanula punctata Lam. var. punctata: Sie kommt von Sibirien bis China und Japan vor. - Pyramiden-Glockenblume (Campanula pyramidalis L.): Sie kommt vom nordöstlichen Italien bis zur nordwestlichen Balkanhalbinsel vor. - Campanula pyrenaica A.DC.: Sie kommt nur in den Pyrenäen vor. - Campanula quercetorum Hub.-Mor. & C.Simon: Sie kommt nur in der östlichen Türkei vor. - Kaukasus-Glockenblume (Campanula raddeana Trautv., Syn.: Campanula brotheri Sommier & Levier, Campanula kemulariae Fomin): Sie kommt in Transkaukasien vor. - Campanula radicosa Bory & Chaub.: Sie kommt von Albanien bis ins südliche Griechenland vor. - Campanula radula Fisch. ex Fenzl.: Sie kommt von der östlichen Türkei bis zum nördlichen Irak vor. - Insubrische Glockenblume oder Rainer-Glockenblume (Campanula raineri Perp.): Dieser Endemit kommt nur in den Südostalpen vor. - Campanula ramosissima Sm.: Sie kommt in Südosteuropa vor. - Acker-Glockenblume (Campanula rapunculoides L., Syn.: Campanula cordifolia K.Koch, Campanula rhomboidalis Gorter, Campanula trachelioides M.Bieb.): Es gibt zwei Unterarten: - Campanula rapunculoides subsp. cordifolia (K.Koch) Damboldt - Campanula rapunculoides L. subsp. rapunculoides - Rapunzel-Glockenblume (Campanula rapunculus L., Syn.: Campanula elatior Hoffmanns. & Link, Campanula grossheimii Kharadze, Campanula verruculosa Hoffmanns. & Link): Es gibt zwei Unterarten: - Campanula rapunculus subsp. lambertiana (A.DC.) Rech. f. (Syn.: Campanula lambertiana A.DC.) - Campanula rapunculus L. subsp. rapunculus - Campanula rashtiana Parsa: Sie kommt im Iran vor. - Campanula raveyi Boiss.: Sie kommt nur in der westlichen Türkei vor. - Campanula reatina Lucchese: Sie kommt nur in Mittelitalien vor. - Campanula rechingeri Phitos: Sie kommt in Griechenland vor. - Campanula reiseri Halácsy: Sie kommt nur auf westlichen ägäischen Inseln vor. - Campanula retrorsa Labill.: Sie kommt von der Türkei bis zum nördlichen Irak und bis Israel vor. - Campanula reuteriana Boiss. & Balansa (Syn.: Campanula cecilii Rech. f. & Schiman-Czeika): Sie kommt von der Türkei bis zum nordwestlichen Iran vor. - Campanula reverchonii A.Gray: Dieser Endemit kommt nur im zentralen Texas vor. - Campanula rhodensis A.DC.: Sie kommt von den Inseln der östlichen Ägäis bis Zypern und bis zur Türkei vor. - Rautenblättrige Glockenblume (Campanula rhomboidalis L.): Sie kommt nur im französischen Jura und von den Südwest- bis zu den Zentralalpen (in Frankreich, Österreich, der Schweiz und Italien) vor. Sie ist in einigen Gebieten (beispielsweise Deutschland, Tschechien) ein Neophyt. - Campanula rimarum Boiss.: Sie kommt nur in der südwestlichen Türkei vor. - Campanula robertsonii Gamble: Sie kommt in Myanmar vor. - Campanula robinsiae Small: Sie kommt in Florida vor. - Campanula romanica Savul.: Dieser Endemit kommt nur im südöstlichen Rumänien vor. - Campanula rosmarinifolia Kerr: Sie kommt im nördlichen Thailand vor. - Campanula rotata D.Y.Hong: Sie wurde 2015 aus Tibet erstbeschrieben. - Rundblättrige Glockenblume (Campanula rotundifolia L., Syn.: Campanula asturica Podlech, Campanula bocconei Vill., Campanula lanceolata Lapeyr., Campanula langsdorffiana Fisch. ex Trautv. & C.A.Mey., Campanula legionensis Pau, Campanula pennina Reut., Campanula polymorpha Witasek, Campanula wiedmannii Podlech) - Campanula rubasensis Teimurov & Taisumov: Sie wurde 2010 aus dem nordöstlichen Kaukasusraum erstbeschrieben. - Campanula rumeliana (Hampe) Vatke: Sie kommt auf der Balkanhalbinsel vor. Es gibt zwei Unterarten: - Campanula rumeliana subsp. chalcidica (Buser) Greuter & Burdet (Syn.: Campanula chalcidica (Buser) Engl.) - Campanula rumeliana (Hampe) Vatke subsp. rumeliana - Campanula rupestris Sm.: Sie kommt in Griechenland vor. - Campanula rupicola Boiss. & Spruner: Sie kommt in Griechenland vor. - Campanula ruscinonensis Timb.-Lagr.: Dieser Endemit kommt nur in den östlichen Pyrenäen vor. - Campanula sabatia De Not.: Sie kommt im nordwestlichen Italien vor. - Campanula samothracica (Degen) Greuter & Burdet: Es gibt zwei Unterarten: - Campanula samothracica (Degen) Greuter & Burdet subsp. samothracica: Dieser Endemit kommt nur auf Samothraki vor. - Campanula samothracica subsp. sporadum (Halácsy) Greuter & Burdet: Dieser Endemit kommt nur auf den Nördlichen Sporaden vor. - Campanula saonissia Biel & Kit Tan (Syn.: Campanula samothracica Biel & Kit Tan non (Degen) Greuter & Burdet): Sie kommt in Griechenland vor. - Sarmatische Glockenblume (Campanula sarmatica Ker Gawl., Syn.: Campanula albiflora K.Koch, Campanula betonicifolia Biehler): Es gibt vier Unterarten: - Campanula sarmatica subsp. calcarea (Albov) Ogan. (Syn.: Campanula calcarea (Albov) Kharadze) - Campanula sarmatica subsp. ramosissima (Sommier & Levier) Ogan. (Syn.: Campanula sommieri Kharadze) - Campanula sarmatica Ker Gawl. subsp. sarmatica (Syn.: Campanula siegizmundii Fed.) - Campanula sarmatica subsp. woronowii (Kharadze) Ogan. (Syn.: Campanula woronovii Kharadze) - Campanula sartorii Boiss. & Heldr.: Dieser Endemit kommt nur auf der griechischen Insel Andros vor. - Campanula sauvagei Quézel: Sie kommt in Marokko vor. - Campanula saxatilis L.: Es gibt zwei Unterarten: - Campanula saxatilis subsp. cytherea Rech. f. & Phitos - Campanula saxatilis L. subsp. saxatilis - Steinbrech-Glockenblume (Campanula saxifraga M.Bieb.): Sie kommt von der Türkei bis zum Iran vor. Es gibt vier Unterarten: - Campanula saxifraga subsp. argunensis (Rupr.) Ogan. (Syn.: Campanula argunensis Rupr., Campanula doluchanovii Kharadze) - Aucher-Glockenblume (Campanula saxifraga subsp. aucheri (A.DC.) Ogan., Syn: Campanula aucheri (A.DC.), Campanula alpigena K.Koch, Campanula armazica Kharadze, Campanula radchensis Kharadze, Campanula ruprechtii Boiss.) - Campanula saxifraga subsp. meyeriana (Rupr.) Ogan. (Syn.: Campanula fominii Grossh., Campanula meyeriana Rupr.) - Campanula saxifraga M.Bieb. subsp. saxifraga (Syn.: Campanula anomala Fomin, Campanula circassica Fomin) - Campanula saxifragoides Doum.: Sie kommt in Marokko und Algerien vor. - Campanula saxonorum Gand.: Sie kommt in der zentralen und östlichen Türkei vor. - Campanula scabrella Engelm.: Sie kommt in Idaho, Montana, Washington, Oregon und Kalifornien vor. - Scheuchzers Glockenblume (Campanula scheuchzeri Vill., Syn.: Campanula recta Dulac, Campanula schleicheri Hegetschw.) - Campanula schimaniana Rech. f.: Sie kommt von Afghanistan bis Pakistan vor. - Campanula sciathia Phitos: Dieser Endemit kommt nur auf der griechischen Insel Skiathos vor. - Campanula sclerophylla (Kolak.) Ogan.: Sie kommt im westlichen Kaukasusraum vor. - Campanula sclerotricha Boiss.: Sie kommt von der östlichen Türkei bis Afghanistan vor. - Campanula scoparia (Boiss. & Hausskn.) Damboldt: Sie kommt nur in der zentralen Türkei vor. - Campanula scopelia Phitos: Dieser Endemit kommt nur auf der griechischen Insel Skopelos vor. - Campanula scouleri Hook. ex A.DC.: Sie kommt vom südöstlichen Alaska bis Kalifornien vor. - Campanula scutellata Griseb.: Sie kommt auf der Balkanhalbinsel vor. - Campanula secundiflora Vis. & Pancic: Sie kommt von Serbien bis Montenegro vor. - Campanula semisecta Murb.: Sie kommt nur im südöstlichen Spanien vor. - Campanula seraglio Kit Tan & Sorger: Sie kommt in der Türkei vor. - Campanula serhouchenensis Dobignard: Sie kommt in Marokko vor. - Campanula serrata (Kit. ex Schult.) Hendrych (Syn.: Campanula napuligera Schur, Campanula pseudolanceolata Pant.): Sie kommt nur in den Karpaten vor. - Campanula sharsmithiae Morin: Sie kommt in Kalifornien vor. - Campanula shetleri Heckard: Sie kommt nur im nördlichen Kalifornien vor. - Steppen-Glockenblume (Campanula sibirica L., Syn.: Campanula charkeviczii Fed., Campanula divergens Willd., Campanula hohenackeri Fisch. & C.A.Mey., Campanula talievii Juz., Campanula taurica Juz.): Es gibt fünf Unterarten: - Campanula sibirica subsp. divergens (Waldst. & Kit. ex Willd.) Nyman - Campanula sibirica subsp. elatior (Fomin) Fed. (Syn.: Campanula praealta Galushko) - Campanula sibirica subsp. hohenackeri (Fisch. & C.A.Mey.) Damboldt (Syn.: Campanula brassicifolia Sommier & Levier, Campanula charadzae Grossh., Campanula czerepanovii Fed., Campanula darialica Kharadze, Campanula imeretina Rupr., Campanula schelkownikowii Grossh.) - Campanula sibirica subsp. parviflora Ancev: Sie wurde 2012 aus Bulgarien erstbeschrieben. - Campanula sibirica L. subsp. sibirica - Campanula sibirica subsp. taurica (Juz.) Fed. - Campanula sidoniensis Boiss. & Blanche: Sie kommt vom Libanon bis Jordanien vor. - Campanula simulans Carlström: Sie kommt von den Inseln der östlichen Ägäis bis zur Türkei vor. - Campanula sivasica Kit Tan & B.Yildiz: Sie kommt in der Türkei vor. - Campanula skanderbegii Bogdanovic, Brullo & D.Lakušic: Sie wurde 2014 aus Albanien erstbeschrieben. - Campanula songutica Amirkh.: Sie kommt im Kaukasusraum vor. - Campanula sparsa Friv. (Syn.: Campanula frivaldskyi Steud., Campanula sphaerothrix Griseb.): Es gibt zwei Unterarten: - Campanula sparsa Friv. subsp. sparsa: Sie kommt von der Balkanhalbinsel bis Ungarn vor. - Campanula sparsa subsp. sphaerothrix (Griseb.) Hayek: Sie kommt von der Balkanhalbinsel bis zu den Nordägäischen Inseln vor. - Campanula spatulata Sm. (Syn.: Campanula sibthorpiana Halacsy): Es gibt drei Unterarten: - Campanula spatulata subsp. filicaulis (Halácsy) Phitos: Dieser Endemit kommt nur auf Kreta vor. - Campanula spatulata Sm. subsp. spatulata: Sie kommt auf der Balkanhalbinsel vor. - Campanula spatulata subsp. spruneriana (Hampe) Hayek (Syn.: Campanula spruneriana Hampe): Sie kommt auf der Balkanhalbinsel vor. - Pyrenäen-Glockenblume (Campanula speciosa Pourr., Syn.: Campanula allionii Lapeyr., Campanula barbata Lapeyr., Campanula corbariensis Rouy, Campanula oliveri Rouy & Gaut.): Es gibt zwei Unterarten: - Campanula speciosa subsp. affinis (Schult.) Font Quer (Syn.: Campanula affinis Schult., Campanula bolosii Vayr., Campanula atlantica Coss. & Durieu ex Batt.): Sie kommt im nordöstlichen Spanien vor. - Campanula speciosa Pourr. subsp. speciosa: Sie kommt in den Pyrenäen und im südlich-zentralen Frankreich vor. - Campanula specularioides Coss.: Sie kommt im südlichen Spanien vor. - Ährige Glockenblume (Campanula spicata L.) - Campanula staintonii Rech. f. & Schiman-Czeika: Sie kommt in Pakistan vor. - Campanula stellaris Boiss.: Sie kommt von der südlichen Türkei bis zum Irak und Israel vor. - Campanula stenocarpa Trautv. & C.A.Mey.: Sie kommt in Russlands Fernem Osten vor. - Campanula stenocodon Boiss. & Reut.: Dieser Endemit kommt nur in den Südwestalpen vor. - Campanula stenosiphon Boiss. & Heldr.: Sie kommt nur im südlichen Griechenland vor. - Campanula stevenii M.Bieb. (Syn.: Campanula altaica Ledeb., Campanula beauverdiana Fomin, Campanula wolgensis P.A.Smirn.): Mit sechs Unterarten: - Campanula stevenii subsp. alberti (Trautv.) Victorov (Syn.: Campanula albertii Trautv.): Sie kommt von Zentralasien bis zum nördlichen Xinjiang vor. - Campanula stevenii subsp. altaica (Ledeb.) Fed.: Sie kommt von Rumänien bis zur Mongolei vor. - Campanula stevenii subsp. beauverdiana (Fomin) Rech. f. & Schiman-Czeika: Sie kommt von der nördlichen Türkei bis zum nördlichen Iran vor. - Campanula stevenii M.Bieb. subsp. stevenii: Sie kommt von der Türkei bis zum nördlichen Iran vor. - Campanula stevenii subsp. turczaninovii (Fed.) Victorov (Syn.: Campanula turczaninovii Fed.): Sie kommt vom südlichen Sibirien bis zur Mongolei vor. - Campanula stevenii subsp. wolgensis (P.A.Smirn.) Fed.: Sie kommt vom östlichen europäischen Russland bis zur westlichen Mongolei vor. - Campanula stricta L. (Syn.: Campanula syspirensis K.Koch, Campanula libanotica A.DC., Campanula jasionifolia A.DC.): Es gibt drei Unterarten: - Campanula stricta var. alidagensis Damboldt: Sie kommt nur in der zentralen Türkei vor. - Campanula stricta var. libanotica (A.DC.) Boiss.: Sie kommt in der südlichen und südwestlichen Türkei, im Libanon und Anti-Libanon vor. - Campanula stricta L. var. stricta: Sie kommt von der Türkei bis zum Iran vor. - Campanula strigillosa Boiss.: Sie kommt in der Türkei vor. - Campanula strigosa Banks & Sol.Sie kommt von der südlichen Türkei bis Israel und im südlichen Iran vor. - Campanula suanetica Rupr.: Sie kommt nur im westlichen Transkaukasien vor. - Campanula sulaimanii Nasir: Sie kommt in Pakistan vor. - Campanula sulphurea Boiss.: Sie kommt vom südwestlichen Syrien bis zum nordöstlichen Ägypten vor. - Campanula sylvatica Wall.: Sie kommt von Pakistan bis zum Himalaja vor. - Campanula tanfanii Podlech: Dieser Endemit kommt nur im zentralen Apennin vor. - Campanula tatrae Borbás: Sie kommt in den Karpaten vor. Es gibt drei Unterarten: - Campanula tatrae subsp. mentiens (Witasek) Kovanda: Sie kommt in Polen und Tschechien vor. - Campanula tatrae subsp. sudetica (Hruby) Kovanda: Sie kommt nur im nördlichen Tschechien vor. - Campanula tatrae Borbás subsp. tatrae: Sie kommt nur in den Karpaten vor. - Campanula telephioides Boiss. & Hausskn.: Sie kommt nur in der südlichen Türkei vor. - Campanula telmessi Hub.-Mor. & Phitos: Sie kommt nur in der südwestlichen Türkei vor. - Campanula tenuissima Dunn: Sie kommt im westlichen Himalaja vor. - Campanula teucrioides Boiss.: Sie kommt nur in der westlichen Türkei vor. - Strauß-Glockenblume (Campanula thyrsoides L.): Es gibt zwei Unterarten: - Campanula thyrsoides subsp. carniolica (Sünd.) Podlech - Campanula thyrsoides L. subsp. thyrsoides - Campanula tokurii Ocak: Sie kommt in der Türkei vor. - Campanula tomentosa Lam. (Syn.: Campanula ephesia Boiss., Campanula vardariana Bocquet): Sie kommt in der westlichen Türkei vor. - Tommasini-Glockenblume (Campanula tommasiniana K.Koch) - Campanula topaliana Beauverd: Sie kommt in Griechenland vor. Es gibt drei Unterarten: - Campanula topaliana subsp. cordifolia Phitos - Campanula topaliana subsp. delphica Phitos - Campanula topaliana Beauverd subsp. topaliana - Nesselblättrige Glockenblume (Campanula trachelium L., Campanula urticifolia F.W.Schmidt): Es gibt drei Unterarten: - Campanula trachelium subsp. athoa (Boiss. & Heldr.) Hayek (Syn.: Campanula athoa Boiss. & Heldr.) - Campanula trachelium subsp. mauritanica (Pomel) Quézel (Syn.: Campanula mauritanica Pomel) - Campanula trachelium L. subsp. trachelium - Campanula trachyphylla Schott & Kotschy ex Boiss.: Sie kommt nur in der südlichen Türkei vor. - Campanula transsilvanica Schur ex Andrae: Sie kommt in den Karpaten und im südwestlichen Bulgarien vor. - Campanula transtagana R.Fern.: Sie kommt in Portugal und in Spanien vor. - Campanula trichopoda Boiss.: Sie kommt von Syrien bis zum Libanon vor. - Dreizähnige Glockenblume (Campanula tridentata Schreb.): Es gibt zwei Unterarten: - Bieberstein-Glockenblume (Campanula tridentata subsp. biebersteiniana (Schult.) Ogan., Syn.: Campanula biebersteiniana Schult., Campanula akuschensis Husseinov, Campanula scapifoliosa A.P.Khokhr.): Sie kommt im Kaukasusraum vor. - Campanula tridentata Schreb. subsp. tridentata: Sie kommt von der nördlichen und östlichen Türkei bis Transkaukasien vor. - Campanula tristis Kitam.: Sie kommt von Afghanistan bis Pakistan vor. - Campanula troegerae Damboldt: Sie kommt in der Türkei vor. - Campanula trojanensis Kovanda & Ancev: Sie kommt in Bulgarien vor. - Campanula tschuktschorum Jurtzev & Fed.: Sie kommt in Russlands Fernem Osten vor. - Campanula tubulosa Lam. (Syn.: Campanula subidaea Gand.): Dieser Endemit kommt nur im westlichen Kreta vor. - Campanula tymphaea Hausskn.: Sie kommt in Albanien, Nordmazedonien und im nördlichen Griechenland vor. - Einblütige Glockenblume (Campanula uniflora L.): Sie kommt von der subarktischen Zone der Nordhalbkugel bis in die westlich-zentralen Vereinigten Staaten vor. - Campanula uyemurae (Kudô) Miyabe & Tatew.: Dieser Endemit kommt nur auf Sachalin vor. - Campanula vaillantii Quézel: Sie kommt in Marokko vor. - Campanula vardariana Bocquet: Sie kommt nur in der südwestlichen Türkei vor. - Campanula velata Pomel (Syn.: Campanula serpylliformis Batt. & Trab.): Sie kommt in Marokko und Algerien vor. - Campanula velebitica Borbás (Syn.: Campanula bulgarica Witasek, Campanula farinulenta A.Kern. & Wettst.): Sie kommt nur auf der nördlichen Balkanhalbinsel vor. - Campanula veneris Carlström: Dieser Endemit kommt nur auf Zypern vor. - Verschiedenfarbige Glockenblume (Campanula versicolor Andrews, Syn.: Campanula mrkvickiana Velen.): Sie kommt im südöstlichen Italien und auf der Balkanhalbinsel vor. - Waldstein-Glockenblume (Campanula waldsteiniana Schult.): Sie kommt in Kroatien und in der Herzegowina vor. - Campanula wanneri Rochel: Sie kommt von der Balkanhalbinsel bis Rumänien vor. - Campanula wattiana B.K.Nayar & Babu: Sie kommt im westlichen Himalaja vor. - Campanula wilkinsiana Greene: Sie kommt nur im nördlichen Kalifornien vor. - Campanula willkommii Witasek: Dieser Endemit kommt nur in der südspanischen Sierra Nevada vor. - Witaseks Glockenblume (Campanula witasekiana Vierh.) - Campanula xylocarpa Kovanda: Sie kommt von der südlichen Slowakei bis ins nördliche Ungarn vor. - Campanula yaltirikii H.Duman: Sie kommt in der Türkei vor. - Campanula yildirimlii Kit Tan & Sorger: Sie kommt in der Türkei vor. - Campanula yunnanensis D.Y.Hong: Sie gedeiht auf Felsen in Höhenlagen von 1900 bis 2200 Metern in der chinesischen Provinz Yunnan. - Campanula zangezura (Lipsky) Kolak. & Serdyuk.: Sie kommt vom Kaukasusraum bis in den nordwestlichen Iran vor. - Zois-Glockenblume, Karawanken-Glockenblume, Julische Glockenblume, Krainer Glockenblume, Nickende Glockenblume (Campanula zoysii Wulfen, Syn.: Favratia zoysii (Wulfen) Feer) (Die Zugehörigkeit dieser Art zur Gattung Campanula wird kontrovers diskutiert, molekulargenetische Daten bestätigen eine Ausgliederung nicht.): Dieser Endemit gedeiht in den Karawanken, Julischen Alpen und Steiner Alpen im österreichischen Bundesland Kärnten, im italienischen Friaul und in Slowenien. |

Die folgende sortierbare Tabelle zeigt Name, Habitus und Verbreitungsgebiet von mehr als 90 in Europa und Vorderasien beheimateten Glockenblumenarten.
Die Verbreitungsgebiete sind entnommen aus. Die Verbreitungsgebiete lassen sich anhand ihres ungefähren Mittelpunktes (gegeben durch die geographische Breite und Länge) sortieren. (Nutzung der „ctrl“ Taste ist hilfreich)
| \| Name \| Trivialname \| Bild \| Verbreitungskarte \| Verbreitungsmittelpunkt in Grad \| \| \| Breite \| Länge \| \| \| \| \| \| ----------------------------------------------- \| -------------------------------------------------------------------------------------------------------------- \| ------------------- \| -------------------------------- \| ------------------------------- \| -- \| \| Campanula alliariifolia Willd. \| Knoblauchraukenblättrige Glockenblume / Raukenblättrige Glockenblume \| \| \| 42 \| 42 \| \| Campanula alpestris All. \| Allionis Glockenblume / Seealpen Glockenblume \| \| \| 44 \| 9 \| \| Campanula alpina Jacq. \| Alpen-Glockenblume \| \| \| 46 \| 20 \| \| Campanula andrewsii A.DC. \| \| \| \| 38 \| 22 \| \| Campanula armena Steven \| \| \| \| 40 \| 45 \| \| Campanula arvatica Lag. \| \| \| \| 42 \| −3 \| \| Campanula asperuloides Lag. \| \| \| \| 38 \| 22 \| \| Campanula autraniana Albov \| \| \| \| 43 \| 42 \| \| Campanula barbata L. \| Bärtige Glockenblume / Bart-Glockenblume \| \| \| 47 \| 10 \| \| Campanula baumgartenii Becker \| Lanzettblättrige Glockenblume / Niederösterreich-Glockenblume \| \| \| 46 \| 15 \| \| Campanula bayerniana Rupr. \| \| \| \| 40 \| 47 \| \| Campanula bellidifiolia Adams \| Gänseblümchenblättrige Glockenblume \| \| \| 43 \| 43 \| \| Campanula betulifolia K.Koch \| Birkenblättrige Glockenblume \| \| \| 41 \| 43 \| \| Campanula bohemica Hruby \| \| \| \| 50 \| 16 \| \| Campanula bohemica ssp. gelida Jindřich Chlapek \| \| \| \| 00 \| 00 \| \| Campanula bononiensis L. \| Filz-Glockenblume \| \| \| \| \| \| Campanula bornmuelleri Nabelek \| \| \| \| 37 \| 43 \| \| Campanula carnica Schiede ex Mert. & W.D.J.Koch \| Karnische oder Leinblatt-Glockenblume \| \| \| 45 \| 12 \| \| Campanula carpatica L. \| Karpaten-Glockenblume \| \| \| 48 \| 22 \| \| Campanula cenisia L. \| Mont-Cenis-Glockenblume \| \| \| 46 \| 10 \| \| Campanula cervicaria L. \| Borstige Glockenblume \| \| \| \| \| \| Campanula cespitosa Scop. \| Rasen-Glockenblume \| \| \| 43 \| 18 \| \| Campanula cochleariifolia Lam. \| Zwerg-Glockenblume / Niedrige Glockenblume \| \| \| 46 \| 13 \| \| Campanula collina Sims. \| Berghügel-Glockenblume \| \| \| 42 \| 42 \| \| Campanula dasyantha M. Bieb. \| Chamisso-Glockenblume Campanula dasyantha subsp. chamissonis \| \| Russlands Ferner Osten bis Japan \| \| \| \| Campanula dolomitica E.A. Busch \| \| \| \| 42 \| 42 \| \| Campanula elatinoides Moretti \| Lombardische Glockenblume \| \| \| \| \| \| Campanula excisa Schleich. ex Murith \| Ausgeschnittene Glockenblume \| \| \| 44 \| 8 \| \| Campanula fenestrellata Feer \| Fenster-Glockenblume \| \| \| 43 \| 15 \| \| Campanula ficarioides Timb.-Lagr. \| \| \| \| 42 \| 1 \| \| Campanula foliosa Ten. \| \| \| \| 40 \| 18 \| \| Campanula fragilis Cirillo. \| Zerbrechliche Glockenblume \| \| \| 42 \| 14 \| \| Campanula garganica Ten. \| Sternpolster / Gargano-Glockenblume \| \| \| 41 \| 18 \| \| Campanula gentilis Kovonda \| Fremde Glockenblume \| \| \| 48 \| 13 \| \| Campanula glomerata L. \| Knäuel-Glockenblume \| \| \| \| \| \| Campanula grossekii Heuff. \| Grossek-Glockenblume / Serbische Glockenblume \| \| \| 42 \| 22 \| \| Campanula hercegovina Degen & Fiala \| \| \| \| 43 \| 19 \| \| Campanula hispanica Willk. \| \| \| \| 41 \| −1 \| \| Campanula hofmannii (Pantan.) Greuter & Burdet \| Ring-Glockenblume \| \| \| 41 \| 18 \| \| Campanula incurva Aucher ex A.DC \| \| \| \| 38 \| 23 \| \| Campanula isophylla Moretti \| Stern-Glockenblume \| \| \| 44 \| 9 \| \| Campanula jacquinii Sieber \| Ring-Glockenblume \| \| \| 34 \| 25 \| \| Campanula kladniana (Schur) Witasek \| \| [Abb. im Weblink 1] \| \| 47 \| 22 \| \| Campanula lactiflora M.Bieb. \| Riesen-Glockenblume \| \| \| 40 \| 44 \| \| Campanula lanata Friv. \| \| \| \| 40 \| 21 \| \| Campanula latifolia L. \| Breitblättrige Glockenblume \| \| \| \| \| \| Campanula lingulata Waldst. & Kit. \| \| \| \| 41 \| 22 \| \| Campanula lusitanica Freyn \| \| \| \| 40 \| −5 \| \| Campanula macrostachya Waldst. & Kit. ex Willd. \| \| [Abb. im Weblink 2] \| \| 41 \| 27 \| \| Campanula medium L. \| Marien-Glockenblume \| \| \| 42 \| 10 \| \| Campanula mirabilis Albov \| \| \| \| 42 \| 42 \| \| Campanula moravica (Spitzn.) Kovanda \| Mährische Glockenblume \| \| \| 46 \| 19 \| \| Campanula morettiana Rchb. \| Dolomiten-Glockenblume \| \| \| 46 \| 12 \| \| Campanula orphanidea Boiss \| \| \| \| 40 \| 24 \| \| Campanula patula L. \| Wiesen-Glockenblume \| \| \| \| \| \| Campanula pendula M.Bieb. \| \| \| \| 42 \| 41 \| \| Campanula persicifolia L. \| Pfirsichblättrige Glockenblume / Wald-Glockenblume \| \| \| \| \| \| Campanula petraea L. \| Felsen-Glockenblume \| \| \| 44 \| 11 \| \| Campanula portenschlagiana Schult. \| Dalmatiner Glockenblume \| \| \| 43 \| 16 \| \| Campanula poscharskyana Degen \| Hängepolster-Glockenblume / Poscharsky-Glockenblume \| \| \| 43 \| 16 \| \| Campanula primulifolia Brot. \| \| \| \| 40 \| −4 \| \| Campanula pulla L. \| Dunkle Glockenblume \| \| \| 47 \| 15 \| \| Campanula punctata Lam. \| Punktierte Glockenblume \| \| Sibirien, China, Japan \| \| \| \| Campanula pyramidalis L. \| Pyramiden-Glockenblume \| \| \| 43 \| 15 \| \| Campanula raddeana Trautv. \| Kaukasus-Glockenblume \| \| \| 40 \| 45 \| \| Campanula raineri Perp. \| Insubrische Glockenblume / Rainer-Glockenblume \| \| \| 45 \| 12 \| \| Campanula rapunculoides L. \| Acker-Glockenblume \| \| \| \| \| \| Campanula rapunculus L. \| Rapunzel-Glockenblume \| \| \| \| \| \| Campanula retrorsa Labill. \| \| \| \| 37 \| 37 \| \| Campanula rhomboidalis L. \| Rautenblättrige Glockenblume \| \| \| 46 \| 7 \| \| Campanula romanica Savul. \| \| [Abb. im Weblink 3] \| \| 44 \| 27 \| \| Campanula rotundifolia L. \| Rundblättrige Glockenblume \| \| \| \| \| \| Campanula sarmatica Ker Gawl. \| Sarmatische Glockenblume \| \| \| 41 \| 44 \| \| Campanula saxatilis L. \| \| \| \| 36 \| 25 \| \| Campanula saxifraga M. Bieb. \| Steinbrech-Glockenblume \| \| \| 37 \| 39 \| \| Campanula serrata (Kit. ex Schult.) Hendrych \| \| [Abb. im Weblink 4] \| \| 47 \| 26 \| \| Campanula sibirica L. \| Steppen-Glockenblume \| \| \| \| \| \| Campanula spatulata Sm. \| \| \| \| 38 \| 23 \| \| Campanula speciosa Pourr \| Pyrenäen-Glockenblume \| \| \| 42 \| 1 \| \| Campanula spicata L. \| Ährige Glockenblume \| \| \| 43 \| 13 \| \| Campanula stenocodon Boiss. & Reut. \| \| [Abb. im Weblink 5] \| \| 45 \| 7 \| \| Campanula stevenii M.Bieb. \| \| \| \| \| \| \| Campanula stricta L. \| \| \| \| 38 \| 35 \| \| Campanula sulphurea Boiss. \| \| \| \| 33 \| 35 \| \| Campanula tatrae Borbás \| \| [Abb. im Weblink 6] \| \| 49 \| 20 \| \| Campanula thyrsoides L. \| Strauß-Glockenblume \| \| \| 46 \| 15 \| \| Campanula topaliane Beauverd \| \| \| \| 37 \| 23 \| \| Campanula trachelium L. \| Nesselblättrige Glockenblume \| \| \| \| \| \| Campanula transsilvanica Schur ex Andrae: \| \| \| \| 43 \| 24 \| \| Campanula tridentata Schreb. \| Dreizähnige Glockenblume \| \| \| 38 \| 43 \| \| Campanula uniflora L. \| Einblütige Glockenblume \| \| \| \| \| \| Campanula versicolor Andrews \| Verschiedenfarbige Glockenblume \| \| \| 39 \| 20 \| \| Campanula waldsteiniana Schult. \| Waldstein-Glockenblume \| [Abb. im Weblink 7] \| \| 43 \| 15 \| \| Campanula wanneri Rochel \| \| \| \| 43 \| 22 \| \| Campanula xylocarpa Kovanda \| \| [Abb. im Weblink 8] \| \| 47 \| 19 \| \| Campanula zoysii Wulfen \| Zois-Glockenblume, Karawanken-Glockenblume, Julische Glockenblume, Krainer Glockenblume, Nickende Glockenblume \| \| \| 46 \| 14 \| Weblinks zu Abbildungen: 1. 2. 3. 4. 5. 6. 7. 8. | |                       |                                  |                                 |    |
| Name | Trivialname | Bild                  | Verbreitungskarte                | Verbreitungsmittelpunkt in Grad |    |
| Breite | Länge |                       |                                  |                                 |    |
| Campanula alliariifolia Willd. | Knoblauchraukenblättrige Glockenblume / Raukenblättrige Glockenblume                                           |                       |                                  | 42                              | 42 |
| Campanula alpestris All. | Allionis Glockenblume / Seealpen Glockenblume                                                                  |                       |                                  | 44                              | 9  |
| Campanula alpina Jacq. | Alpen-Glockenblume                                                                                             |                       |                                  | 46                              | 20 |
| Campanula andrewsii A.DC. | |                       |                                  | 38                              | 22 |
| Campanula armena Steven | |                       |                                  | 40                              | 45 |
| Campanula arvatica Lag. | |                       |                                  | 42                              | −3 |
| Campanula asperuloides Lag. | |                       |                                  | 38                              | 22 |
| Campanula autraniana Albov | |                       |                                  | 43                              | 42 |
| Campanula barbata L. | Bärtige Glockenblume / Bart-Glockenblume                                                                       |                       |                                  | 47                              | 10 |
| Campanula baumgartenii Becker | Lanzettblättrige Glockenblume / Niederösterreich-Glockenblume                                                  |                       |                                  | 46                              | 15 |
| Campanula bayerniana Rupr. | |                       |                                  | 40                              | 47 |
| Campanula bellidifiolia Adams | Gänseblümchenblättrige Glockenblume                                                                            |                       |                                  | 43                              | 43 |
| Campanula betulifolia K.Koch | Birkenblättrige Glockenblume                                                                                   |                       |                                  | 41                              | 43 |
| Campanula bohemica Hruby | |                       |                                  | 50                              | 16 |
| Campanula bohemica ssp. gelida Jindřich Chlapek | |                       |                                  | 00                              | 00 |
| Campanula bononiensis L. | Filz-Glockenblume                                                                                              |                       |                                  |                                 |    |
| Campanula bornmuelleri Nabelek | |                       |                                  | 37                              | 43 |
| Campanula carnica Schiede ex Mert. & W.D.J.Koch | Karnische oder Leinblatt-Glockenblume                                                                          |                       |                                  | 45                              | 12 |
| Campanula carpatica L. | Karpaten-Glockenblume                                                                                          |                       |                                  | 48                              | 22 |
| Campanula cenisia L. | Mont-Cenis-Glockenblume                                                                                        |                       |                                  | 46                              | 10 |
| Campanula cervicaria L. | Borstige Glockenblume                                                                                          |                       |                                  |                                 |    |
| Campanula cespitosa Scop. | Rasen-Glockenblume                                                                                             |                       |                                  | 43                              | 18 |
| Campanula cochleariifolia Lam. | Zwerg-Glockenblume / Niedrige Glockenblume                                                                     |                       |                                  | 46                              | 13 |
| Campanula collina Sims. | Berghügel-Glockenblume                                                                                         |                       |                                  | 42                              | 42 |
| Campanula dasyantha M. Bieb. | Chamisso-Glockenblume Campanula dasyantha subsp. chamissonis                                                   |                       | Russlands Ferner Osten bis Japan |                                 |    |
| Campanula dolomitica E.A. Busch | |                       |                                  | 42                              | 42 |
| Campanula elatinoides Moretti | Lombardische Glockenblume                                                                                      |                       |                                  |                                 |    |
| Campanula excisa Schleich. ex Murith | Ausgeschnittene Glockenblume                                                                                   |                       |                                  | 44                              | 8  |
| Campanula fenestrellata Feer | Fenster-Glockenblume                                                                                           |                       |                                  | 43                              | 15 |
| Campanula ficarioides Timb.-Lagr. | |                       |                                  | 42                              | 1  |
| Campanula foliosa Ten. | |                       |                                  | 40                              | 18 |
| Campanula fragilis Cirillo. | Zerbrechliche Glockenblume                                                                                     |                       |                                  | 42                              | 14 |
| Campanula garganica Ten. | Sternpolster / Gargano-Glockenblume                                                                            |                       |                                  | 41                              | 18 |
| Campanula gentilis Kovonda | Fremde Glockenblume                                                                                            |                       |                                  | 48                              | 13 |
| Campanula glomerata L. | Knäuel-Glockenblume                                                                                            |                       |                                  |                                 |    |
| Campanula grossekii Heuff. | Grossek-Glockenblume / Serbische Glockenblume                                                                  |                       |                                  | 42                              | 22 |
| Campanula hercegovina Degen & Fiala | |                       |                                  | 43                              | 19 |
| Campanula hispanica Willk. | |                       |                                  | 41                              | −1 |
| Campanula hofmannii (Pantan.) Greuter & Burdet | Ring-Glockenblume                                                                                              |                       |                                  | 41                              | 18 |
| Campanula incurva Aucher ex A.DC | |                       |                                  | 38                              | 23 |
| Campanula isophylla Moretti | Stern-Glockenblume                                                                                             |                       |                                  | 44                              | 9  |
| Campanula jacquinii Sieber | Ring-Glockenblume                                                                                              |                       |                                  | 34                              | 25 |
| Campanula kladniana (Schur) Witasek | | [ Abb. im Weblink 1 ] |                                  | 47                              | 22 |
| Campanula lactiflora M.Bieb. | Riesen-Glockenblume                                                                                            |                       |                                  | 40                              | 44 |
| Campanula lanata Friv. | |                       |                                  | 40                              | 21 |
| Campanula latifolia L. | Breitblättrige Glockenblume                                                                                    |                       |                                  |                                 |    |
| Campanula lingulata Waldst. & Kit. | |                       |                                  | 41                              | 22 |
| Campanula lusitanica Freyn | |                       |                                  | 40                              | −5 |
| Campanula macrostachya Waldst. & Kit. ex Willd. | | [ Abb. im Weblink 2 ] |                                  | 41                              | 27 |
| Campanula medium L. | Marien-Glockenblume                                                                                            |                       |                                  | 42                              | 10 |
| Campanula mirabilis Albov | |                       |                                  | 42                              | 42 |
| Campanula moravica (Spitzn.) Kovanda | Mährische Glockenblume                                                                                         |                       |                                  | 46                              | 19 |
| Campanula morettiana Rchb. | Dolomiten-Glockenblume                                                                                         |                       |                                  | 46                              | 12 |
| Campanula orphanidea Boiss | |                       |                                  | 40                              | 24 |
| Campanula patula L. | Wiesen-Glockenblume                                                                                            |                       |                                  |                                 |    |
| Campanula pendula M.Bieb. | |                       |                                  | 42                              | 41 |
| Campanula persicifolia L. | Pfirsichblättrige Glockenblume / Wald-Glockenblume                                                             |                       |                                  |                                 |    |
| Campanula petraea L. | Felsen-Glockenblume                                                                                            |                       |                                  | 44                              | 11 |
| Campanula portenschlagiana Schult. | Dalmatiner Glockenblume                                                                                        |                       |                                  | 43                              | 16 |
| Campanula poscharskyana Degen | Hängepolster-Glockenblume / Poscharsky-Glockenblume                                                            |                       |                                  | 43                              | 16 |
| Campanula primulifolia Brot. | |                       |                                  | 40                              | −4 |
| Campanula pulla L. | Dunkle Glockenblume                                                                                            |                       |                                  | 47                              | 15 |
| Campanula punctata Lam. | Punktierte Glockenblume                                                                                        |                       | Sibirien, China, Japan           |                                 |    |
| Campanula pyramidalis L. | Pyramiden-Glockenblume                                                                                         |                       |                                  | 43                              | 15 |
| Campanula raddeana Trautv. | Kaukasus-Glockenblume                                                                                          |                       |                                  | 40                              | 45 |
| Campanula raineri Perp. | Insubrische Glockenblume / Rainer-Glockenblume                                                                 |                       |                                  | 45                              | 12 |
| Campanula rapunculoides L. | Acker-Glockenblume                                                                                             |                       |                                  |                                 |    |
| Campanula rapunculus L. | Rapunzel-Glockenblume                                                                                          |                       |                                  |                                 |    |
| Campanula retrorsa Labill. | |                       |                                  | 37                              | 37 |
| Campanula rhomboidalis L. | Rautenblättrige Glockenblume                                                                                   |                       |                                  | 46                              | 7  |
| Campanula romanica Savul. | | [ Abb. im Weblink 3 ] |                                  | 44                              | 27 |
| Campanula rotundifolia L. | Rundblättrige Glockenblume                                                                                     |                       |                                  |                                 |    |
| Campanula sarmatica Ker Gawl. | Sarmatische Glockenblume                                                                                       |                       |                                  | 41                              | 44 |
| Campanula saxatilis L. | |                       |                                  | 36                              | 25 |
| Campanula saxifraga M. Bieb. | Steinbrech-Glockenblume                                                                                        |                       |                                  | 37                              | 39 |
| Campanula serrata (Kit. ex Schult.) Hendrych | | [ Abb. im Weblink 4 ] |                                  | 47                              | 26 |
| Campanula sibirica L. | Steppen-Glockenblume                                                                                           |                       |                                  |                                 |    |
| Campanula spatulata Sm. | |                       |                                  | 38                              | 23 |
| Campanula speciosa Pourr | Pyrenäen-Glockenblume                                                                                          |                       |                                  | 42                              | 1  |
| Campanula spicata L. | Ährige Glockenblume                                                                                            |                       |                                  | 43                              | 13 |
| Campanula stenocodon Boiss. & Reut. | | [ Abb. im Weblink 5 ] |                                  | 45                              | 7  |
| Campanula stevenii M.Bieb. | |                       |                                  |                                 |    |
| Campanula stricta L. | |                       |                                  | 38                              | 35 |
| Campanula sulphurea Boiss. | |                       |                                  | 33                              | 35 |
| Campanula tatrae Borbás | | [ Abb. im Weblink 6 ] |                                  | 49                              | 20 |
| Campanula thyrsoides L. | Strauß-Glockenblume                                                                                            |                       |                                  | 46                              | 15 |
| Campanula topaliane Beauverd | |                       |                                  | 37                              | 23 |
| Campanula trachelium L. | Nesselblättrige Glockenblume                                                                                   |                       |                                  |                                 |    |
| Campanula transsilvanica Schur ex Andrae: | |                       |                                  | 43                              | 24 |
| Campanula tridentata Schreb. | Dreizähnige Glockenblume                                                                                       |                       |                                  | 38                              | 43 |
| Campanula uniflora L. | Einblütige Glockenblume                                                                                        |                       |                                  |                                 |    |
| Campanula versicolor Andrews | Verschiedenfarbige Glockenblume                                                                                |                       |                                  | 39                              | 20 |
| Campanula waldsteiniana Schult. | Waldstein-Glockenblume                                                                                         | [ Abb. im Weblink 7 ] |                                  | 43                              | 15 |
| Campanula wanneri Rochel | |                       |                                  | 43                              | 22 |
| Campanula xylocarpa Kovanda | | [ Abb. im Weblink 8 ] |                                  | 47                              | 19 |
| Campanula zoysii Wulfen | Zois-Glockenblume, Karawanken-Glockenblume, Julische Glockenblume, Krainer Glockenblume, Nickende Glockenblume |                       |                                  | 46                              | 14 |

| - Die Arten der Gattung Schellenblumen (Adenophora Fisch.), beispielsweise: - Lilienblättrige Schellenblume, Becherglocke oder Lilienglöckchen (Adenophora liliifolia (L.) Besser, Syn.: Campanula liliifolia L.) - Die Arten der Gattung Hasenglocken (Asyneuma Griseb. & Schenk), beispielsweise: - Graue Hasenglocke (Asyneuma canescens (Waldst. & Kit.) Griseb. & Schenk, Syn: Campanula canescens Roth) - Asyneuma fulgens (Wall.) Briq. (Syn.: Campanula fulgens Wall. ex Roxb.) - Asyneuma persicum (A.DC.) Bornm. (Syn.: Campanula persica A.DC.) - Asyneuma pichleri (Vis.) D.Lakusić & F.Conti (Syn.: Campanula pichleri Vis.) - Haarkelchige Hasenglocke (Asyneuma trichocalycinum (Ten.) K.Maly, Syn.: Campanula trichocalycina Ten., Campanula minae Strobl) - 1991 wurde die monotypische Gattung Theodorovia Kolak. aufgestellt, mit der einzigen Art: - Theodorovia karakuschensis (Grossh.) Kolak. (Syn.: Campanula karakuschensis Grossh., Campanula hakkiarica P.H.Davis, Campanula minsteriana Grossh.) - 1995 wurde die monotypische Gattung Sachokiella Kolak. aufgestellt, mit der einzigen Art: - Sachokiella macrochlamys (Boiss. & A.Huet) Kolak. (Syn.: Campanula macrochlamys Boiss. & A.Huet) |

## Nutzung als Zierpflanze
Einige Arten werden als Zierpflanzen für Beete, Pflanzgefäße und einige Arten sogar für kühle Räume als Zimmerpflanzen verwendet. Von einigen Glockenblumen-Arten werden Sorten gärtnerisch den Steingartenstauden zugeordnet, da ihre Laubblätter die Wärmeabstrahlung der Gesteine gut vertragen.
In Kultur ist eine große Anzahl Hybriden und Auslesen entstanden.
Sorten (Auswahl):
- Samenvermehrbare Sorten: ‚Blaue Clips‘, ‚Weiße Clips‘. Weitere Sorten: ‚Karpatenkrone‘ (hellblau), ‚Karpatenglocke‘ (dunkelviolett, 20 bis 30 cm).
  - Sorten von Campanula portenschlagiana (bedeckend): ‚Birch Hybrid‘ (dunkelviolett, wüchsig), ‚Resholt‘ (tiefviolett, nachblühend).
  - Sorten von Campanula poscharskyana (starkwüchsig): ‚Blauranke‘ (hellblau), ‚E. H. Frost‘ (weiß), ‚Stella‘ (dunkelviolett).

## Verwendung als Heilpflanze
Einige Arten werden traditionell als leicht antiseptische Heilpflanzen genutzt, so beispielsweise Campanula rapunculus. Die auf den Kapverden endemische Campanula jacobaea (portugiesisch contra bruxas-azul ‚Blau gegen Hexen‘) wird in der Volksmedizin gegen Halsentzündung eingesetzt. Sie ist auf der Rückseite der kapverdischen 5-Escudo-Münze abgebildet.
Die Blätter und Blüten einiger mitteleuropäischer Arten wie Campanula rapunculus oder Campanula persicifolia werden auch als Salat gegessen.

## Sonstiges
Die Zartheit der meisten Blüten der Glockenblumen und die blaue Farbe haben Dichter und Erzähler sicherlich inspiriert, sich so viele Gedanken über diese Pflanzen zu machen.
Schon im 16. Jahrhundert wurden die Pflanzen mit den Glockenblüten erwähnt. Leonhart Fuchs behauptet in seinen De historia stirpium commentarii insignes (1542), dass er den lateinischen Namen Campanula (wörtlich: „kleine Glocke“) in Anspielung auf die Blütenform gebildet habe. Als deutschen Namen nennt er dort Halskraut (was sich auf den adstringierenden Effekt des Milchsafts bezieht; heute ist „Blaues Halskraut“ jedoch der Name für Trachelium caeruleum). Unsere heutige Bezeichnung Glockenblume ist daher wohl eine Lehnübersetzung des lateinischen Wortes campanula.
Feen und Elfen werden oft mit den Blütenglocken als Kopfbedeckung dargestellt.
Im Februar 2001 wurde die Glockenblume zur Staude des Jahres gekürt.